# 솔리드 스테이트 드라이브

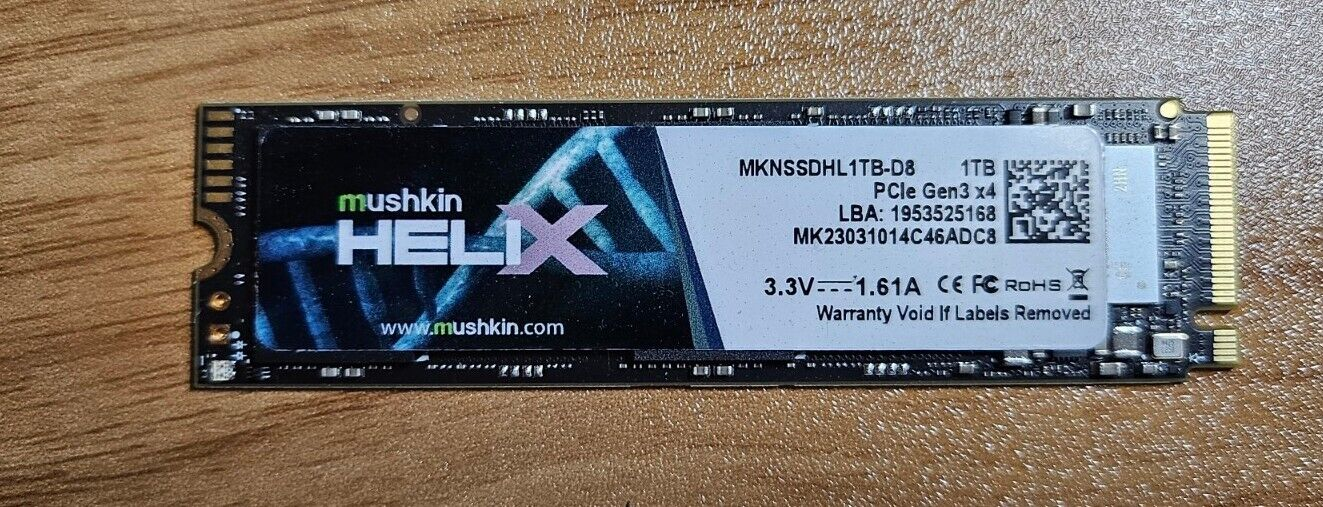
Mushkin 1TB 2280 NVMe SSD. 2280은 NVMe SSD의 가장 일반적인 크기다. 그러나 2230 NVMe SSD는 시스템 보드 공간 절약을 위해 더 보편화되고 있다.

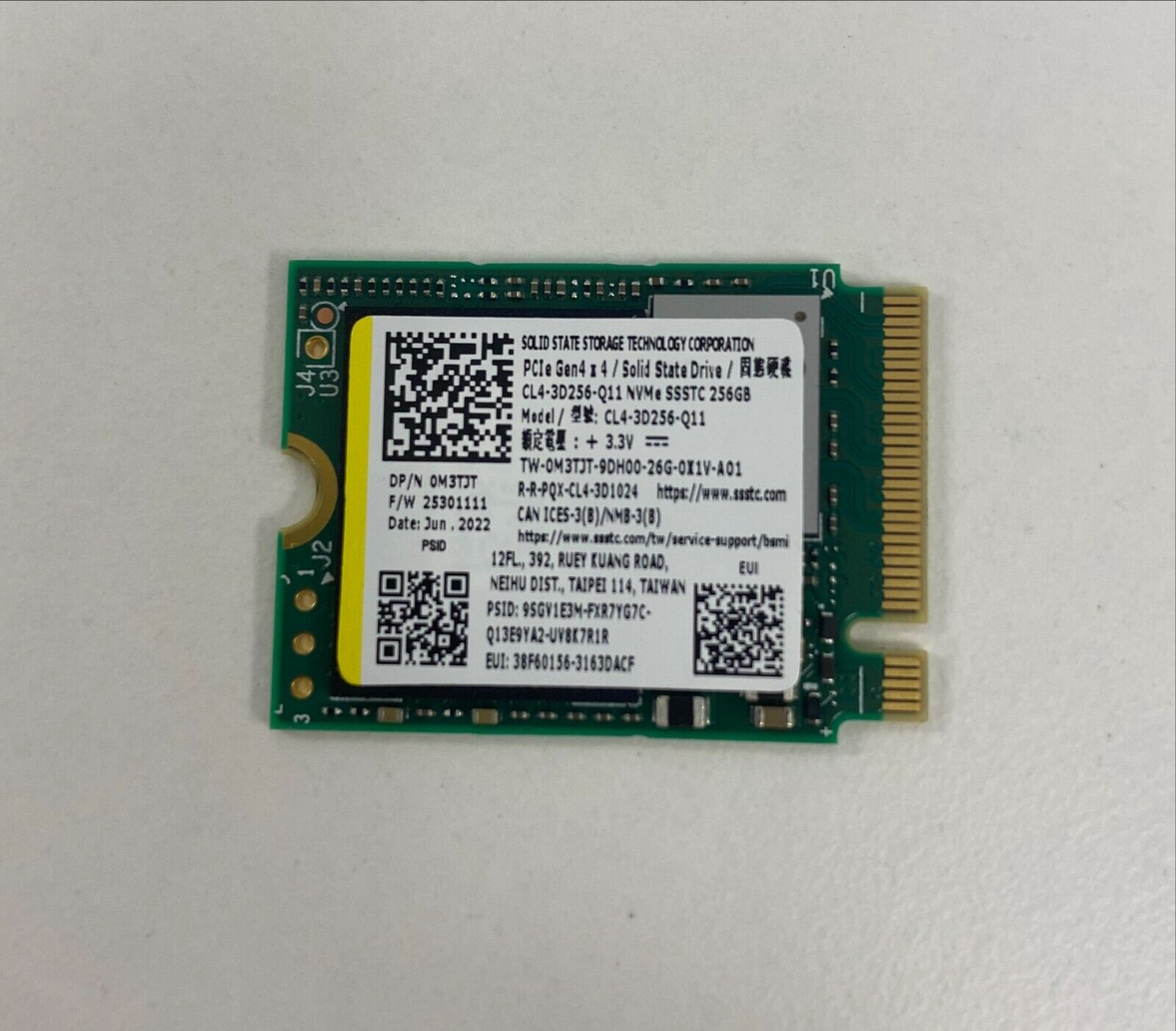
SSSTC 256GB 2230 NVMe SSD. 2020년부터 델 등은 공간 절약을 위해 랩톱에 더 흔한 2280 크기 대신 2230 SSD를 사용하기 시작했다. Steam Deck과 같은 많은 장치가 이 크기를 사용한다.

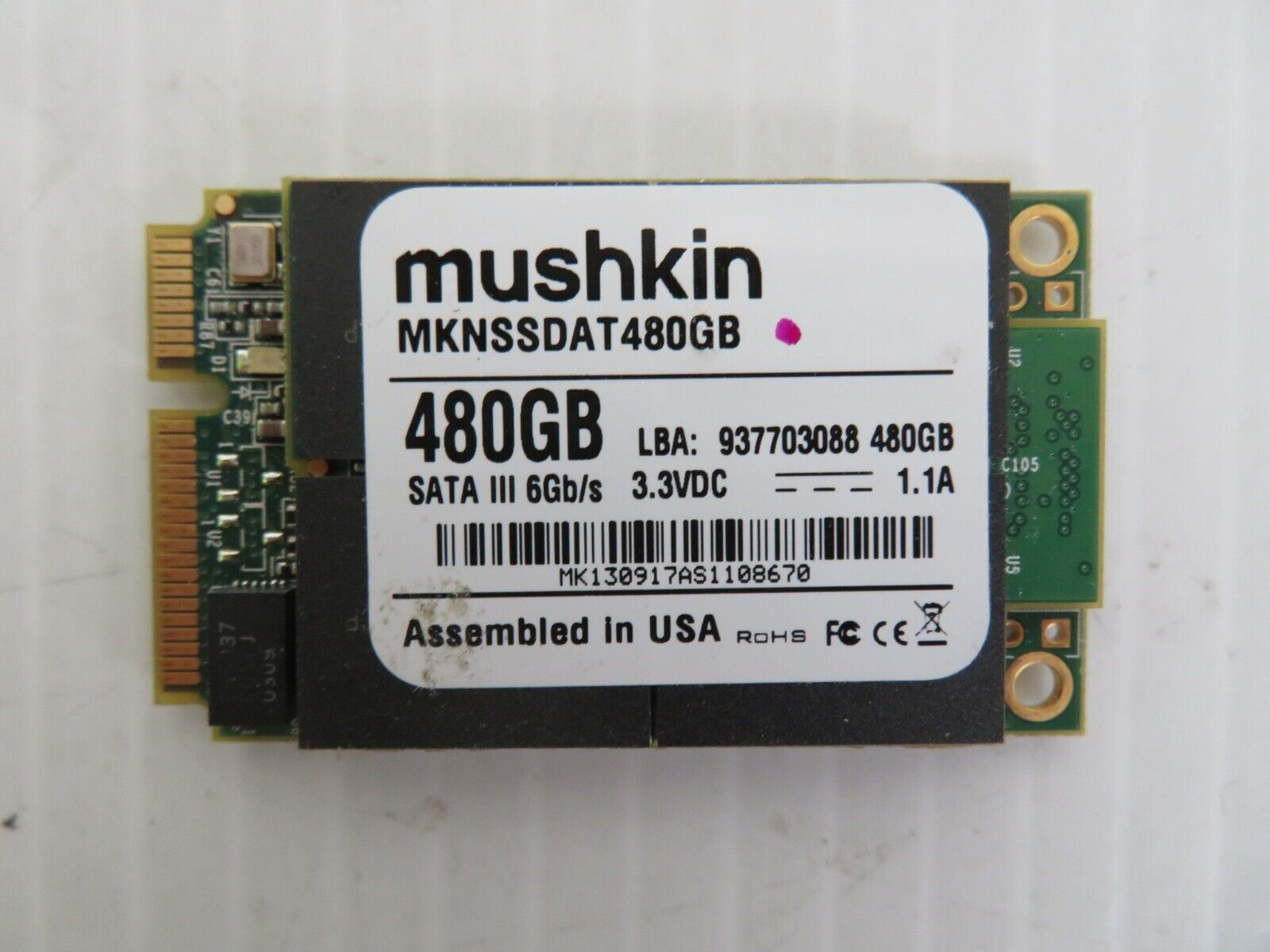
Mushkin 480GB mSATA SSD. M.2 형식 이전에 mSATA SSD는 가장 일반적인 2.5인치 SSD에 비해 공간을 절약하기 위해 사용되었다. 이들은 PCI Express 표준을 사용하기 때문에 기존 2.5인치 SATA SSD보다 빠른 새로운 M.2 형식으로 대체되기 위해 2015년경 단계적으로 사라졌다.

솔리드 스테이트 드라이브(solid-state drive, SSD) 또는 솔리드 스테이트 디스크(solid state disk)는 집적 회로를 사용하여 데이터를 영구적으로 저장하는 솔리드 스테이트 스토리지 장치의 일종이다. 때로는 반도체 저장 장치, 솔리드 스테이트 장치 또는 솔리드 스테이트 디스크라고도 불린다.
SSD는 데이터를 메모리 셀에 저장하기 위해 일반적으로 NAND 플래시와 같은 비휘발성 메모리를 사용한다. SSD의 성능과 내구성은 셀당 저장되는 비트 수에 따라 달라지며, 고성능 단일 레벨 셀(SLC)부터 더 저렴하지만 느린 쿼드 레벨 셀(QLC)까지 다양하다. 플래시 기반 SSD 외에도 3D XPoint와 같은 다른 기술은 다른 데이터 저장 메커니즘을 통해 더 빠른 속도와 높은 내구성을 제공한다.
기존 하드 디스크 드라이브(HDD)와 달리 SSD는 움직이는 부품이 없어 더 빠른 데이터 접근 속도, 낮은 지연 시간, 물리적 충격에 대한 저항성 증가, 낮은 전력 소비, 조용한 작동을 제공한다.
종종 HDD와 동일한 방식으로 시스템에 인터페이스되는 SSD는 개인용 컴퓨터, 서버, 모바일 장치 등 다양한 장치에서 사용된다. 그러나 SSD는 일반적으로 기가바이트당 가격이 더 비싸고 쓰기 주기가 제한적이어서 시간이 지남에 따라 데이터 손실로 이어질 수 있다. 이러한 한계에도 불구하고 SSD는 특히 성능이 중요한 애플리케이션과 많은 소비자 장치의 기본 저장 장치로 HDD를 점점 더 대체하고 있다.
SSD는 SATA, PCIe, NVMe 등 다양한 폼 팩터와 인터페이스 유형으로 제공되며, 각각 다른 수준의 성능을 제공한다. 솔리드 스테이트 하이브리드 드라이브(SSHD)와 같은 하이브리드 저장 솔루션은 SSD와 HDD 기술을 결합하여 순수 SSD보다 낮은 비용으로 향상된 성능을 제공한다.

## 특징
SSD는 반도체 셀에 데이터를 저장하며, 각 셀에 저장되는 비트 수(1~4비트)에 따라 특성이 달라진다. 단일 레벨 셀(SLC)은 셀당 1비트의 데이터를 저장하며 더 높은 성능과 내구성을 제공한다. 반면 다중 레벨 셀(MLC), 트리플 레벨 셀(TLC), 쿼드 레벨 셀(QLC)은 셀당 더 많은 데이터를 저장하지만 성능과 내구성이 낮다. 인텔의 옵테인과 같은 3D XPoint 기술을 사용하는 SSD는 셀에 전하를 저장하는 대신 전기 저항을 변경하여 데이터를 저장하므로 기존 플래시 메모리보다 빠른 속도와 더 긴 데이터 지속성을 제공할 수 있다. NAND 플래시 기반 SSD는 전원이 공급되지 않을 때 천천히 전하가 누출되며, 과도하게 사용된 소비자용 드라이브는 일반적으로 저장 상태에서 전원 공급 없이 1~2년 후에 데이터 손실이 시작될 수 있다. SSD는 쓰기 횟수가 제한되어 있으며, 전체 저장 용량에 도달하면 속도가 느려진다.
SSD는 또한 여러 작업을 동시에 관리할 수 있는 내부 병렬 처리 기능을 가지고 있어 성능을 향상시킨다.
HDD 및 이와 유사한 전기 기계적 자기 저장 장치와 달리 SSD는 움직이는 기계 부품이 없어 물리적 충격에 대한 저항성, 조용한 작동, 더 빠른 액세스 시간과 같은 장점을 제공한다. 낮은 지연 시간은 HDD보다 높은 입출력 속도(IOPS)를 가져온다.
일부 SSD는 인텔의 Hystor 및 애플의 퓨전 드라이브와 같은 하이브리드 구성으로 기존 하드 드라이브와 결합된다. 이러한 드라이브는 플래시 메모리와 회전하는 자기 디스크를 모두 사용하여 자주 접근하는 데이터의 성능을 향상시킨다.
기존 인터페이스(예: SATA 및 SAS) 및 표준 HDD 폼 팩터는 이러한 SSD를 컴퓨터 및 기타 장치에서 HDD의 드롭인 대체품으로 사용할 수 있게 한다. mSATA, M.2, U.2, NF1/M.3/NGSFF, XFM Express (Crossover Flash Memory, 폼 팩터 XT2) 및 EDSFF와 같은 새로운 폼 팩터와 PCI 익스프레스를 통한 NVMe와 같은 고속 인터페이스는 HDD 성능을 더욱 향상시킬 수 있다.

### 다른 기술과의 비교

#### 하드 디스크 드라이브

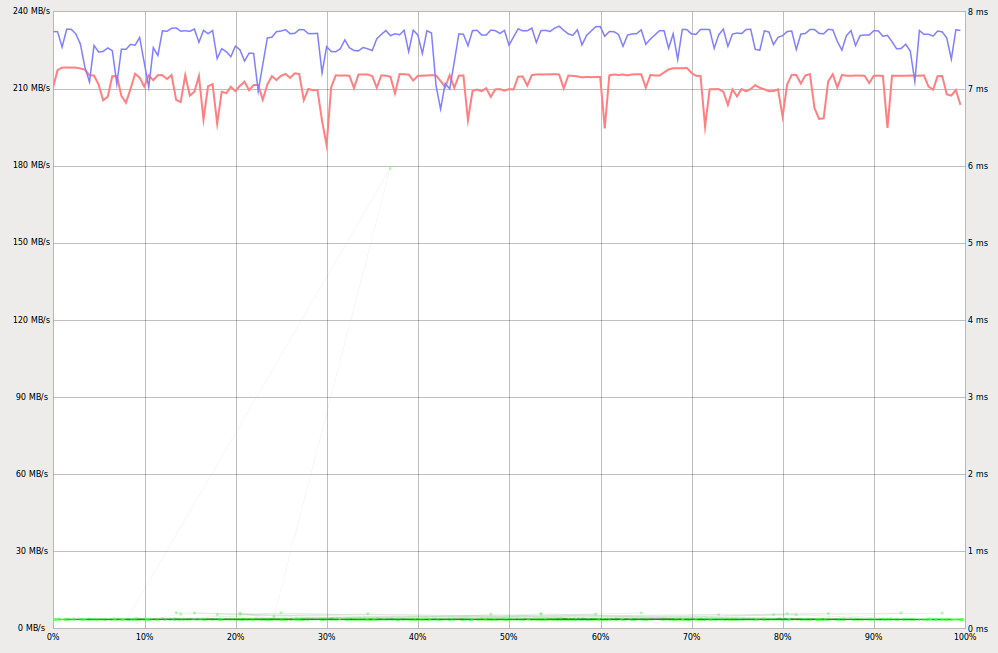
SSD 벤치마크, 약 230 MB/s의 읽기 속도(파란색), 210 MB/s의 쓰기 속도(빨간색), 약 0.1 ms의 탐색 시간(녹색)을 보여주며, 모두 접근하는 디스크 위치와 무관하다.

기존 HDD 벤치마크는 일반적으로 회전 지연 시간 및 탐색 시간과 같은 성능 특성에 중점을 둔다. SSD는 데이터를 찾기 위해 회전하거나 탐색할 필요가 없으므로 이러한 테스트에서 HDD보다 훨씬 우수하다. 그러나 SSD는 혼합 읽기 및 쓰기에서 문제가 있으며 시간이 지남에 따라 성능이 저하될 수 있다. 따라서 SSD 테스트는 일반적으로 드라이브가 처음 사용될 때를 기준으로 하는데, 새롭고 비어있는 드라이브는 몇 주 사용 후보다 훨씬 더 나은 쓰기 성능을 보일 수 있기 때문이다.
HDD와 SSD 모두 모델에 따라 신뢰성이 크게 달라진다. 일부 현장 고장률은 SSD가 HDD보다 훨씬 신뢰성이 높다는 것을 나타낸다. 그러나 SSD는 갑작스러운 전원 중단에 민감하여 때로는 쓰기 중단 또는 드라이브의 완전한 손실을 초래할 수 있다.
기존 하드 드라이브에 비해 솔리드 스테이트 드라이브의 장점 대부분은 데이터를 전기 기계적으로가 아닌 완전히 전자적으로 접근할 수 있는 능력 때문이며, 이는 우수한 전송 속도와 기계적 견고성을 제공한다. 반면에 하드 디스크 드라이브는 가격 대비 훨씬 더 높은 용량을 제공한다.
기존 HDD에서 다시 쓰인 파일은 일반적으로 원본 파일과 동일한 디스크 위치를 차지하지만, SSD에서는 웨어 레벨링을 위해 새로운 복사본이 종종 다른 NAND 셀에 쓰인다. 웨어 레벨링 알고리즘은 복잡하고 철저히 테스트하기 어렵다. 결과적으로 SSD에서 데이터 손실의 주요 원인 중 하나는 펌웨어 버그다.
| 속성 또는 특성       | 솔리드 스테이트 드라이브 (SSD) | 하드 디스크 드라이브 (HDD) |
| -------------------- | --- | --- |
| 용량당 가격          | SSD는 일반적으로 HDD보다 비싸며 앞으로도 그럴 것으로 예상된다. 2018년 초 기준으로 4 TB 모델의 SSD 가격은 기가바이트당 약 0.30달러였다. | 2018년 초 기준으로 1 TB 모델의 HDD 가격은 기가바이트당 약 0.02~0.03달러였다. |
| 저장 용량            | 2018년까지 SSD는 최대 100 TB 크기로 출시되었지만, 저렴한 모델은 일반적으로 120 GB에서 512 GB 범위였다. | 2025년 기준 최대 36 TB의 HDD가 사용 가능하다. |
| 신뢰성 – 데이터 보존 | 마모된 SSD(예: 테라바이트 쓰기에 도달한 경우)는 전원 공급 없이 3개월(기업용 SSD)에서 1년(소비자용 SSD) 후 데이터 손실이 시작될 수 있으며, 특히 고온에서 그렇다. 새로운 SSD는 사용량에 따라 데이터를 더 오래 보존할 수 있다. SSD는 일반적으로 장기 보관용 저장 장치에는 적합하지 않다. | HDD는 서늘하고 건조한 환경에 보관할 경우 전원 공급 없이도 더 오랜 기간 데이터를 보존할 수 있다. 그러나 시간이 지남에 따라 기계 부품이 고장 날 수 있으며, 예를 들어 장기간 보관 후 회전하지 못하는 경우가 있다. |
| 신뢰성 – 수명        | SSD는 기계 부품이 없어 이론적으로 HDD보다 신뢰성이 높다. 그러나 SSD 셀은 제한된 쓰기 횟수 후 마모된다. 컨트롤러는 이를 완화하는 데 도움이 되며, 정상적인 조건에서 수년간 사용할 수 있다.                                                                                              | HDD는 기계적 마모에 취약한 움직이는 부품을 가지고 있지만, 저장 매체(자기 플래터)는 읽기/쓰기 주기 때문에 성능이 저하되지 않는다. 연구에 따르면 HDD는 9~11년 동안 지속될 수 있다.                               |
| 시작 시간            | SSD는 기계 부품을 준비할 필요가 없어 거의 즉각적으로 시작된다. | HDD는 데이터를 접근하기 전에 회전하는 데 몇 초가 필요하다. |
| 순차 접근 성능       | 소비자용 SSD는 모델에 따라 200 MB/s에서 14800 MB/s 사이의 전송 속도를 제공한다. | HDD는 회전 속도와 디스크의 데이터 위치에 따라 약 200 MB/s의 속도로 데이터를 전송한다. 외부 트랙은 더 빠른 전송 속도를 허용한다.                                                                                |
| 임의 접근 성능       | SSD의 임의 접근 시간은 일반적으로 0.1ms 미만이다. | HDD의 임의 접근 시간은 2.9ms(고성능)에서 12ms(랩톱 HDD) 범위다. |
| 전력 소비            | 고성능 SSD는 HDD에 필요한 전력의 약 절반에서 3분의 1을 사용한다. | HDD는 2.5인치 드라이브의 경우 2~5와트를 사용하며, 고성능 3.5인치 드라이브는 최대 20와트를 요구할 수 있다. |
| 음향 소음            | SSD는 움직이는 부품이 없어 조용하다. 일부 SSD는 블록 소거 시 고음의 소음을 낼 수 있다. | HDD는 회전하는 디스크와 움직이는 헤드에서 소음을 발생시키며, 이는 드라이브 속도에 따라 달라질 수 있다. |
| 온도 제어            | SSD는 일반적으로 더 높은 작동 온도를 견디며 특별한 냉각이 필요하지 않다. | HDD는 신뢰성 문제를 피하기 위해 고온 환경(35 °C 이상)에서 냉각이 필요하다. |

#### 메모리 카드

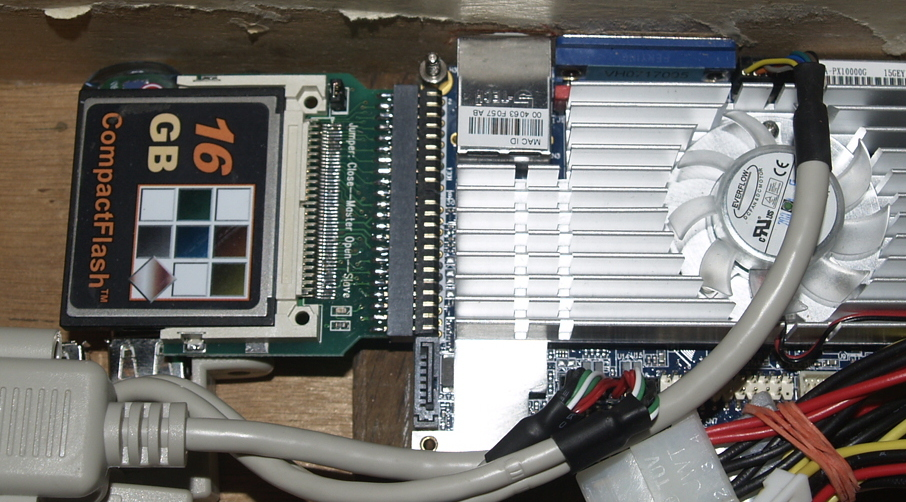
SSD로 사용된 콤팩트플래시 카드

메모리 카드와 대부분의 SSD는 모두 플래시 메모리를 사용하지만, 전력 소비, 성능, 크기, 신뢰성 등에서 매우 다른 특성을 가진다. 원래 솔리드 스테이트 드라이브는 하드 드라이브처럼 컴퓨터에 장착되었다. 반면, Secure Digital(SD), 콤팩트플래시(CF) 등 여러 메모리 카드는 원래 디지털 카메라용으로 설계되었으며, 이후 휴대폰, 게임 장치, GPS 장치 등에 사용되었다. 대부분의 메모리 카드는 물리적으로 SSD보다 작으며, 반복적으로 삽입하고 제거하도록 설계되었다.

### 고장 및 복구

SSD가 정상임을 보여주는 디스크 소프트웨어

SSD는 기존 자기 하드 드라이브와는 다른 고장 모드를 가진다. 솔리드 스테이트 드라이브에는 움직이는 부품이 없으므로 일반적으로 기계적 고장의 영향을 받지 않는다. 그러나 다른 유형의 고장이 발생할 수 있다. 예를 들어, 갑작스러운 전원 손실로 인한 불완전하거나 실패한 쓰기는 HDD보다 더 문제가 될 수 있으며, 단일 칩의 고장은 저장된 모든 데이터의 손실을 초래할 수 있다. 그럼에도 불구하고, 연구에 따르면 SSD는 일반적으로 신뢰성이 높고, 종종 제조업체에서 명시한 수명을 초과하며, HDD보다 낮은 고장률을 보인다. 그러나 연구에 따르면 SSD는 HDD에 비해 수정 불가능한 오류 발생률이 더 높아 데이터 손실로 이어질 수 있다.
SSD의 내구성은 일반적으로 데이터시트에 두 가지 형태 중 하나로 표시된다.
- n DW/D (하루에 n번의 드라이브 쓰기)
- 또는 m TBW (최대 쓰기 테라바이트), 줄여서 TBW이다.[46]

제조업체는 호스트 운영 체제가 4 KB 섹터 정렬 또는 TRIM을 지원하지 않거나 비활성화한 경우와 같이 대부분의 실제 상황보다 더 나쁜 조건에서 DW/D 및 TBW를 계산하는 경우가 많다. 예를 들어, 1 TB 용량의 삼성 970 EVO NVMe M.2 SSD(2018년형)는 600 TBW의 내구성을 가진다.
SSD에서 데이터를 복구하는 것은 솔리드 스테이트 드라이브의 비선형적이고 복잡한 데이터 저장 방식 때문에 어려움이 있다. SSD의 내부 작동은 제조업체마다 다르며, TRIM 및 ATA Secure Erase와 같은 명령과 hdparm과 같은 프로그램은 삭제된 파일의 비트를 지우고 수정할 수 있다.

### 신뢰성 지표
JEDEC은 SSD 신뢰성 지표에 대한 표준을 수립했으며, 여기에는 다음이 포함된다.
- 복구 불가능 비트 오류율(UBER)
- 쓰기 가능한 테라바이트(TBW) – 보증 기간 내에 드라이브에 쓰기 가능한 총 테라바이트 수
- 일일 쓰기 횟수(DWPD) – 보증 기간 내에 드라이브의 전체 용량을 하루에 쓰기 가능한 횟수

### 응용 프로그램
분산 컴퓨팅 환경에서 SSD는 느린 HDD 기반 백엔드 저장 시스템에 대한 대량의 사용자 요청을 일시적으로 흡수하는 분산 캐시 계층으로 사용될 수 있다. 이 계층은 저장 시스템보다 훨씬 높은 대역폭과 낮은 지연 시간을 제공하며, 분산 키-값 데이터베이스 및 분산 파일 시스템과 같은 여러 형태로 관리될 수 있다. 슈퍼컴퓨터에서는 이 계층을 일반적으로 버스트 버퍼라고 한다.
플래시 기반 솔리드 스테이트 드라이브는 범용 개인용 컴퓨터 하드웨어로 네트워크 장치를 만들 수 있다. 쓰기 보호된 플래시 드라이브에 운영 체제와 응용 프로그램 소프트웨어가 포함되어 있으면 더 크고 덜 신뢰할 수 있는 디스크 드라이브나 CD-ROM을 대체할 수 있다. 이런 방식으로 구축된 장치는 값비싼 라우터 및 방화벽 하드웨어에 대한 저렴한 대안을 제공할 수 있다.
SD 카드와 라이브 SD 운영 체제를 기반으로 하는 SSD는 쉽게 쓰기 금지된다. 클라우드 컴퓨팅 환경 또는 다른 쓰기 가능한 매체와 결합하여 쓰기 금지된 SD 카드에서 OS 부팅은 신뢰할 수 있고, 영구적이며, 영구적인 손상에 영향을 받지 않는다.

### 하드 드라이브 캐시
2011년, 인텔은 Z68 칩셋(및 모바일 파생 제품)을 위한 스마트 리스폰스 기술이라는 캐싱 메커니즘을 도입했는데, 이는 SATA SSD를 기존 자기 하드 디스크 드라이브의 캐시 (쓰루 캐시 또는 쓰기 캐시로 구성 가능)로 사용할 수 있게 한다. 유사한 기술이 HighPoint의 RocketHybrid PCIe 카드에서도 사용 가능하다.
솔리드 스테이트 하이브리드 드라이브(SSHD)는 동일한 원리를 기반으로 하지만, 별도의 SSD를 사용하는 대신 기존 드라이브에 일정량의 플래시 메모리를 통합한다. 이러한 드라이브의 플래시 계층은 ATA-8 명령을 사용하여 호스트에 의해 자기 저장 장치와 독립적으로 액세스될 수 있으며, 운영 체제가 이를 관리할 수 있도록 한다. 예를 들어, 마이크로소프트의 레디 드라이브 기술은 시스템이 하이버네이션 상태일 때 하이버네이션 파일의 일부를 이러한 드라이브의 캐시에 명시적으로 저장하여, 이후의 재개 속도를 더 빠르게 한다.
듀얼 드라이브 하이브리드 시스템은 동일한 컴퓨터에 별도의 SSD 및 HDD 장치를 함께 사용하는 것으로, 전반적인 성능 최적화는 컴퓨터 사용자 또는 컴퓨터의 운영체제 소프트웨어에 의해 관리된다. 이러한 시스템의 예로는 리눅스의 bcache 및 dm-cache, 그리고 애플의 퓨전 드라이브가 있다.

## 아키텍처 및 기능
SSD의 주요 구성 요소는 컨트롤러와 데이터 저장에 사용되는 메모리다. 전통적으로 초기 SSD는 휘발성 DRAM을 저장용으로 사용했지만, 2009년 이후 대부분의 SSD는 전원이 꺼져도 데이터를 유지하는 비휘발성 NAND 플래시 메모리를 활용한다. 플래시 메모리 SSD는 비휘발성 플로팅 게이트 메모리 셀을 사용하여 금속-산화물-반도체(MOS) 집적 회로 칩에 데이터를 저장한다.

### 컨트롤러
모든 SSD에는 NAND 메모리와 호스트 컴퓨터 간의 데이터 흐름을 관리하는 컨트롤러가 포함되어 있다. 컨트롤러는 펌웨어를 실행하여 성능을 최적화하고 데이터를 관리하며 데이터 무결성을 보장하는 임베디드 프로세서다.
컨트롤러가 수행하는 주요 기능 중 일부는 다음과 같다.
- 불량 블록 매핑
- 읽기 및 쓰기 캐싱
- 암호화
- 크립토 슈레딩
- 오류 검출 정정 (ECC)를 사용한 오류 검출 정정 (예: BCH 코드)[58]
- 가비지 컬렉션
- 읽기 스크러빙 및 읽기 방해 관리
- 웨어 레벨링

SSD의 전반적인 성능은 병렬 NAND 칩의 수와 컨트롤러의 효율성에 따라 달라질 수 있다. 예를 들어, NAND 플래시 칩의 병렬 처리를 가능하게 하는 컨트롤러는 대역폭을 향상시키고 지연 시간을 줄일 수 있다.
마이크론과 인텔은 데이터 스트라이핑 및 인터리빙과 같은 기술을 구현하여 읽기/쓰기 속도를 향상시켜 더 빠른 SSD를 개척했다. 최근에는 샌드포스가 데이터 압축을 통합하여 플래시 메모리에 쓰이는 데이터 양을 줄이는 컨트롤러를 도입하여 성능과 내구성을 모두 향상시켰다.

#### 웨어 레벨링
웨어 레벨링은 SSD에서 쓰기 및 삭제 작업이 플래시 메모리의 모든 블록에 고르게 분산되도록 하는 기술이다. 이 기술이 없으면 특정 블록이 반복적인 사용으로 조기에 마모되어 SSD의 전체 수명이 단축될 수 있다. 이 과정은 자주 변경되지 않는 데이터(콜드 데이터)를 많이 사용된 블록에서 이동시켜, 더 자주 변경되는 데이터(핫 데이터)를 해당 블록에 쓸 수 있도록 한다. 이는 전체 SSD에 걸쳐 마모를 더 고르게 분산시키는 데 도움이 된다. 그러나 이 과정은 쓰기 증폭으로 알려진 추가적인 쓰기를 유발하며, 이는 성능과 내구성을 균형 있게 유지하기 위해 관리되어야 한다.

### 메모리

#### 플래시 메모리
| 비교 특성      | MLC : SLC | NAND : NOR |
| -------------- | --------- | ---------- |
| 지속성 비율    | 1 : 10    | 1 : 10     |
| 순차 쓰기 비율 | 1 : 3     | 1 : 4      |
| 순차 읽기 비율 | 1 : 1     | 1 : 5      |
| 가격 비율      | 1 : 1.3   |            |

대부분의 SSD는 데이터 저장용으로 비휘발성 NAND 플래시 메모리를 사용하는데, 이는 주로 비용 효율성과 지속적인 전원 공급 없이도 데이터를 유지할 수 있는 능력 때문이다. NAND 플래시 기반 SSD는 반도체 셀에 데이터를 저장하며, 특정 아키텍처는 성능, 내구성 및 비용에 영향을 미친다.
NAND 플래시 메모리에는 각 셀에 저장되는 비트 수에 따라 여러 유형이 있다.
- 단일 레벨 셀(SLC): 셀당 1비트를 저장한다. SLC는 최고의 성능, 신뢰성 및 내구성을 제공하지만 가격이 더 비싸다.
- 다중 레벨 셀(MLC): 셀당 2비트를 저장한다. MLC는 비용, 성능 및 내구성 사이에서 균형을 제공한다.
- 트리플 레벨 셀(TLC): 셀당 3비트를 저장한다. TLC는 가격이 저렴하지만 SLC 및 MLC보다 느리고 내구성이 떨어진다.
- 쿼드 레벨 셀(QLC): 셀당 4비트를 저장한다. QLC는 가장 저렴한 옵션이지만 성능과 내구성이 가장 낮다.[66]

시간이 지남에 따라 SSD 컨트롤러는 메모리 인터리빙, 고급 오류 수정 및 웨어 레벨링과 같은 기술을 통합하여 NAND 플래시의 효율성을 향상시켜 성능을 최적화하고 드라이브의 수명을 연장했다. 저가형 SSD는 종종 QLC 또는 TLC 메모리를 사용하는 반면, 기업 또는 성능에 민감한 응용 프로그램을 위한 고가형 드라이브는 MLC 또는 SLC를 사용할 수 있다.
평면(planar) NAND 구조 외에도 많은 SSD는 이제 3D NAND(또는 V-NAND)를 사용하며, 여기서 메모리 셀은 수직으로 적층되어 저장 밀도를 높이면서 성능을 향상시키고 비용을 절감한다.

#### 동적 램 및 DIMM
일부 SSD는 NAND 플래시 대신 휘발성 DRAM을 사용하여 매우 빠른 데이터 액세스를 제공하지만, 데이터를 유지하기 위해 지속적인 전원 공급이 필요하다. DRAM 기반 SSD는 일반적으로 비용이나 비휘발성보다 성능이 우선시되는 특수 애플리케이션에 사용된다. NVDIMM 장치와 같은 많은 SSD는 내부 배터리 또는 외부 AC/DC 어댑터와 같은 백업 전원을 갖추고 있다. 이러한 전원은 전원 손실 시 데이터가 백업 시스템(일반적으로 NAND 플래시 또는 다른 저장 매체)으로 전송되도록 보장하여 데이터 손상이나 손실을 방지한다. 유사하게, ULLtraDIMM 장치는 DIMM 모듈용으로 설계된 구성 요소를 사용하지만, DRAM SSD와 유사하게 플래시 메모리만 사용한다.
DRAM 기반 SSD는 고성능 컴퓨팅 또는 특정 서버 환경과 같이 낮은 지연 시간으로 데이터를 고속으로 액세스해야 하는 작업에 자주 사용된다.

#### 3D XPoint
3D XPoint는 2015년에 인텔과 마이크론이 발표한 비휘발성 메모리 기술이다. 이는 셀 내 물질의 전기 저항을 변경하여 작동하며, NAND 플래시보다 훨씬 빠른 액세스 시간을 제공한다. 인텔 옵테인 드라이브와 같은 3D XPoint 기반 SSD는 NAND 기반 드라이브보다 낮은 지연 시간과 높은 내구성을 제공하지만, 기가바이트당 가격은 더 비싸다.

#### 기타
하이브리드 드라이브 또는 솔리드 스테이트 하이브리드 드라이브(SSHD)로 알려진 드라이브는 회전 디스크와 플래시 메모리의 하이브리드를 사용한다. 일부 SSD는 데이터 저장용으로 자기 저항 메모리(MRAM)를 사용한다.

### 캐시 및 버퍼
많은 플래시 기반 SSD에는 하드 디스크 드라이브의 디스크 버퍼와 유사하게 소량의 휘발성 DRAM이 캐시로 포함되어 있다. 이 캐시는 플래시 메모리에 데이터가 기록되는 동안 데이터를 임시로 보관할 수 있으며, 논리 블록에서 SSD의 물리적 위치로의 매핑과 같은 메타데이터도 저장한다.
샌드포스(SandForce)와 같은 일부 SSD 컨트롤러는 외부 DRAM 캐시를 사용하지 않고도 높은 성능을 달성한다. 이러한 설계는 온칩 SRAM과 같은 다른 메커니즘에 의존하여 데이터를 관리하고 전력 소비를 최소화한다.
또한 일부 SSD는 멀티 레벨 셀(MLC) 또는 트리플 레벨 셀(TLC) SSD에서도 단일 레벨 셀(SLC) 모드로 데이터를 임시 저장하는 SLC 캐시 메커니즘을 사용한다. 이는 데이터가 더 빠른 SLC 저장소에 기록된 후 더 느리고 용량이 큰 MLC 또는 TLC 저장소로 이동되도록 하여 쓰기 성능을 향상시킨다.
NVMe SSD의 경우, 호스트 메모리 버퍼(HMB) 기술을 통해 SSD가 내장 DRAM 캐시에 의존하는 대신 시스템의 DRAM 일부를 사용하여 비용을 절감하면서 높은 수준의 성능을 유지할 수 있다.
일부 고급 소비자용 및 기업용 SSD에는 파일 테이블 매핑과 쓰기 데이터 모두를 캐시하기 위해 더 많은 양의 DRAM이 포함되어 있어 쓰기 증폭을 줄이고 전반적인 성능을 향상시킨다.

### 배터리 및 슈퍼 커패시터
고성능 SSD에는 예기치 않은 전원 손실 시 데이터 무결성을 보존하는 데 도움이 되는 커패시터 또는 배터리가 포함될 수 있다. 커패시터 또는 배터리는 캐시의 데이터를 비휘발성 메모리에 기록할 수 있는 충분한 전력을 제공하여 데이터 손실을 방지한다.
멀티 레벨 셀(MLC) 플래시 메모리를 사용하는 일부 SSD에서는 상위 페이지를 프로그래밍하는 동안 전원이 손실되면 "하위 페이지 손상"이라는 문제가 발생할 수 있다. 이로 인해 이전에 기록된 데이터가 손상될 수 있다. 이를 해결하기 위해 일부 고급 SSD는 갑작스러운 전원 손실 시 모든 데이터를 안전하게 기록할 수 있도록 슈퍼커패시터를 통합한다.
일부 소비자용 SSD에는 플래시 변환 계층(FTL) 매핑 테이블과 같은 중요한 데이터를 저장하기 위한 내장 커패시터가 있다. 예를 들어 Crucial M500 및 Intel 320 시리즈가 있다. 인텔 DC S3700 시리즈와 같은 엔터프라이즈급 SSD는 종종 슈퍼커패시터 또는 배터리와 같은 더 강력한 전원 손실 방지 메커니즘을 갖추고 있다.

### 호스트 인터페이스
SSD의 호스트 인터페이스는 SSD와 호스트 시스템 간의 통신에 사용되는 물리적 커넥터 및 신호 방식을 의미한다. 이 인터페이스는 SSD 컨트롤러에 의해 관리되며, 종종 기존 하드 디스크 드라이브(HDD)에서 볼 수 있는 것과 유사하다. 일반적인 인터페이스는 다음과 같다.
- 직렬 ATA: 소비자용 SSD에서 가장 널리 사용되는 인터페이스 중 하나이다. SATA 3.0은 최대 6.0 Gbit/s의 전송 속도를 지원한다.[92]
- 시리얼 부착 SCSI: 주로 기업 환경에서 사용되며, SAS 인터페이스는 SATA보다 빠르고 견고하다. SAS 3.0은 최대 12.0 Gbit/s의 속도를 제공한다.[93]
- PCIe: 고성능 SSD에 사용되는 고속 인터페이스다. PCIe 3.0 x4는 최대 31.5 Gbit/s의 전송 속도를 지원한다.[94]
- M.2: SATA 또는 PCIe보다 더 작고 콤팩트한 SSD용으로 설계된 새로운 인터페이스로, 랩톱 및 고급 데스크톱에서 자주 발견된다. M.2는 SATA(최대 6.0 Gbit/s)와 PCIe(최대 31.5 Gbit/s) 인터페이스를 모두 지원한다.
- U.2: 기업용 SSD에 사용되는 또 다른 인터페이스로, PCIe 3.0 x4 속도를 제공하지만 서버 환경에 적합한 더 견고한 커넥터를 갖추고 있다.
- 파이버 채널: 주로 기업 시스템에서 사용되며, 파이버 채널 인터페이스는 높은 데이터 전송 속도를 제공하며, 최신 버전은 최대 128 Gbit/s를 지원한다.
- USB: 많은 외장형 SSD는 범용 직렬 버스 인터페이스를 사용하며, USB 3.1 Gen 2와 같은 최신 버전은 최대 10 Gbit/s의 속도를 지원한다.[95]
- 선더볼트: 일부 고급 외장형 SSD는 선더볼트 인터페이스를 사용한다.
- PATA: 초기 SSD에 사용된 구형 인터페이스로, 최대 1064 Mbit/s의 속도를 제공했다. PATA는 더 높은 데이터 전송 속도와 더 큰 신뢰성 때문에 SATA로 대체되었다.[96][97]
- 병렬 SCSI: 주로 서버에서 사용되는 인터페이스로, 40 Mbit/s에서 2560 Mbit/s의 속도를 제공했다. 주로 시리얼 부착 SCSI로 대체되었다. 마지막 SCSI 기반 SSD는 2004년에 출시되었다.[98]

SSD는 운영 체제가 SSD와 통신하는 데 사용되는 명령 집합을 정의하는 다양한 논리 인터페이스를 지원할 수 있다. 두 가지 일반적인 논리 인터페이스는 다음과 같다.
- AHCI: 원래 HDD용으로 설계된 AHCI는 SATA SSD와 함께 일반적으로 사용되지만, 오버헤드 때문에 최신 SSD에는 효율성이 떨어진다.
- NVMe: SSD용으로 특별히 설계된 최신 인터페이스인 NVMe는 SSD의 병렬 처리 기능을 최대한 활용하여 AHCI보다 훨씬 낮은 지연 시간과 높은 처리량을 제공한다.[99]

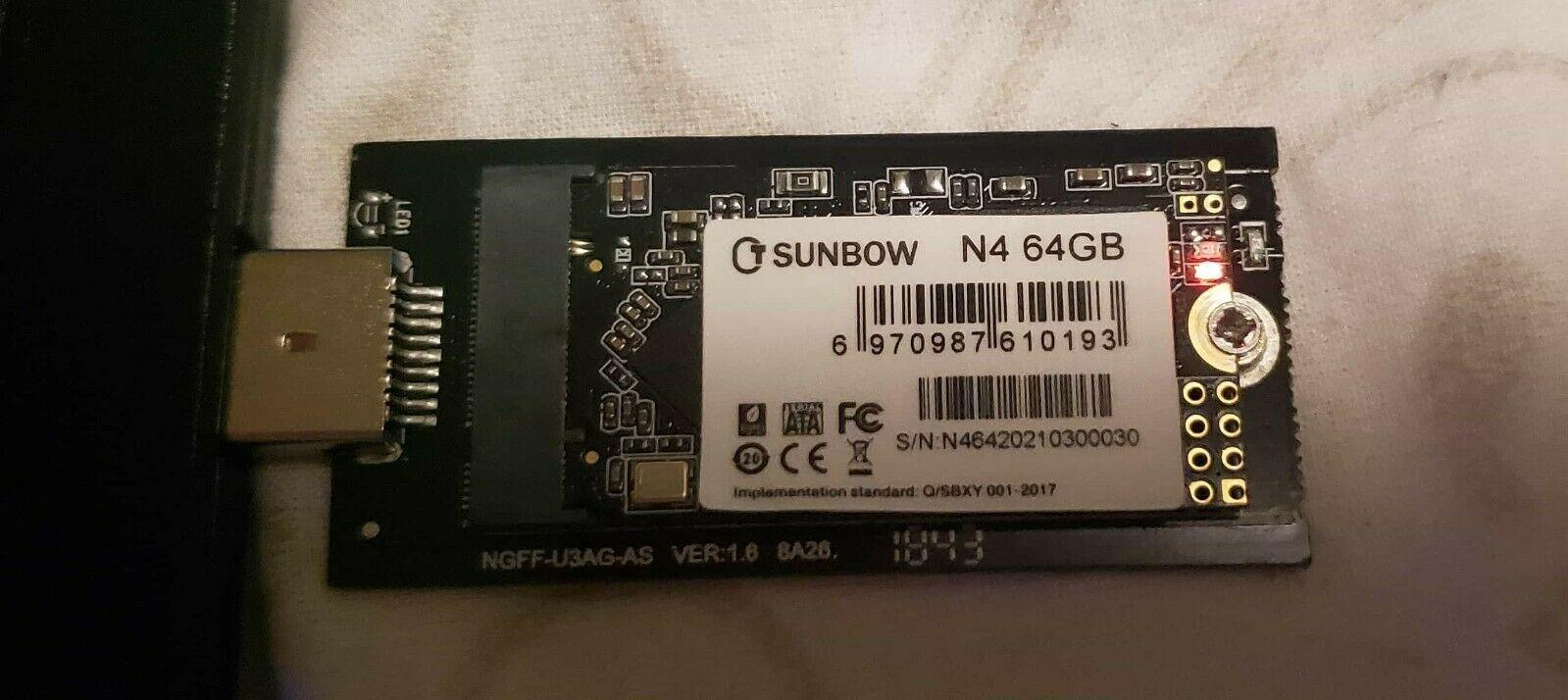
M.2 (2242) 솔리드 스테이트 드라이브(SSD)가 USB 3.0 어댑터에 연결되어 컴퓨터에 연결된 모습

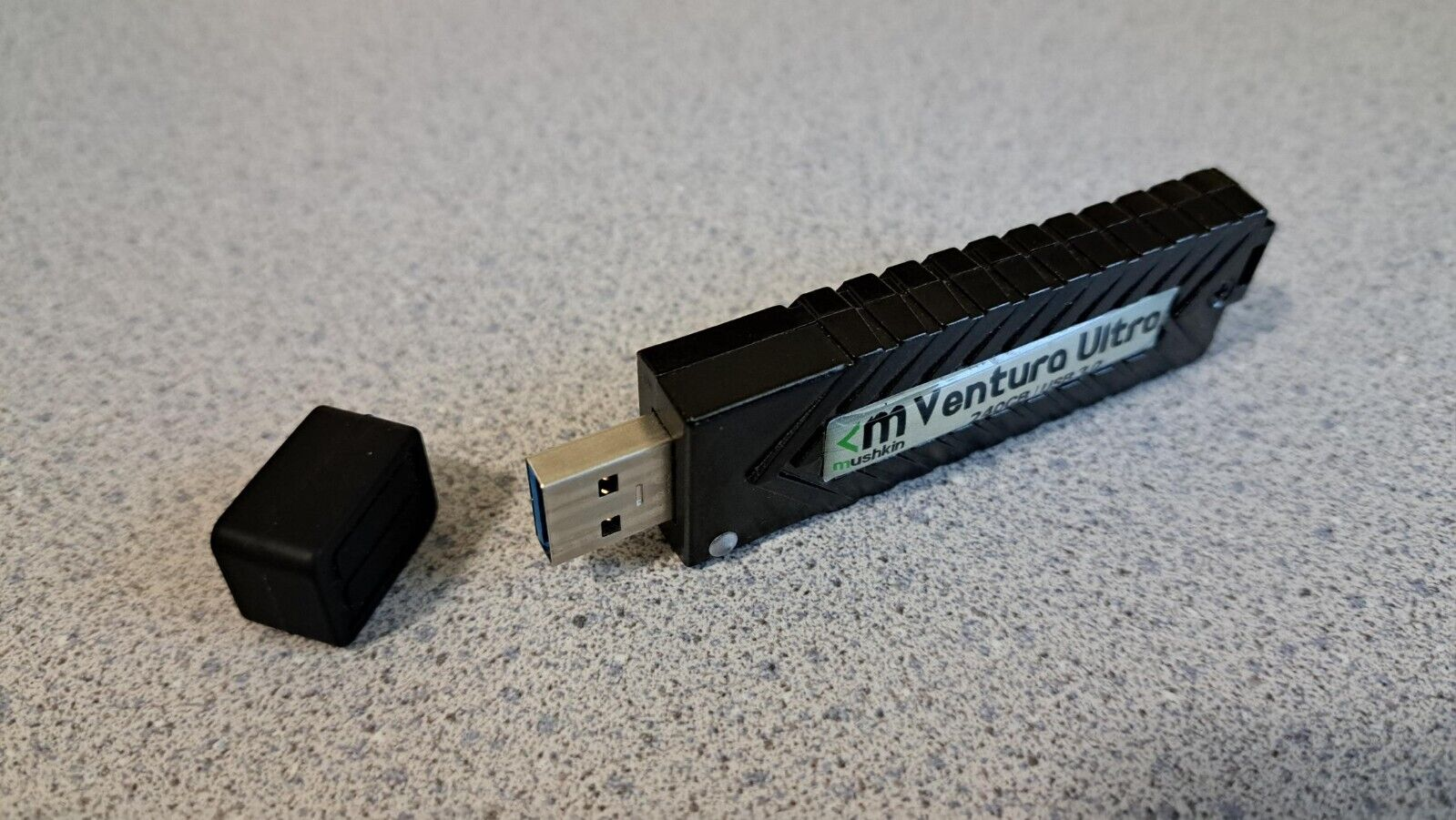
Mushkin Ventura, 내부에 SSD가 있는 USB 드라이브

## 구성
모든 장치의 크기와 형태는 해당 장치를 만드는 데 사용되는 구성 요소의 크기와 형태에 따라 크게 결정된다. 기존 HDD 및 광학 디스크 드라이브는 회전하는 하드 디스크 플래터 또는 내부의 하드 디스크 스핀들 모터를 중심으로 설계되었다. SSD는 다양한 상호 연결된 집적 회로(IC)와 인터페이스 커넥터로 구성되어 있으므로, 그 형태는 더 이상 회전 미디어 드라이브의 형태에 국한되지 않는다. 일부 솔리드 스테이트 스토리지 솔루션은 여러 SSD가 내부에 있는 랙마운트 폼 팩터일 수도 있는 더 큰 섀시에 담겨 나온다. 이들은 모두 섀시 내부의 공통 버스에 연결되고 단일 커넥터를 통해 외부로 연결된다.
일반적인 컴퓨터 사용의 경우, 2.5인치 폼 팩터(일반적으로 랩톱에서 발견되며 대부분의 SATA SSD에 사용됨)가 세 가지 두께 (7.0mm, 9.5mm, 14.8 또는 15.0mm; 12.0mm도 일부 모델에서 사용 가능)로 가장 인기가 많다. 3.5인치 하드 디스크 드라이브 슬롯이 있는 데스크톱 컴퓨터의 경우, 간단한 어댑터 플레이트를 사용하여 드라이브를 장착할 수 있다. 다른 유형의 폼 팩터는 기업 애플리케이션에서 더 흔하다. SSD는 Apple 맥북 에어 (2010년 가을 모델부터)와 같이 장치의 다른 회로에 완전히 통합될 수도 있다. 2014년 현재 mSATA 및 M.2 폼 팩터도 주로 랩톱에서 인기를 얻었다.

### 표준 HDD 폼 팩터

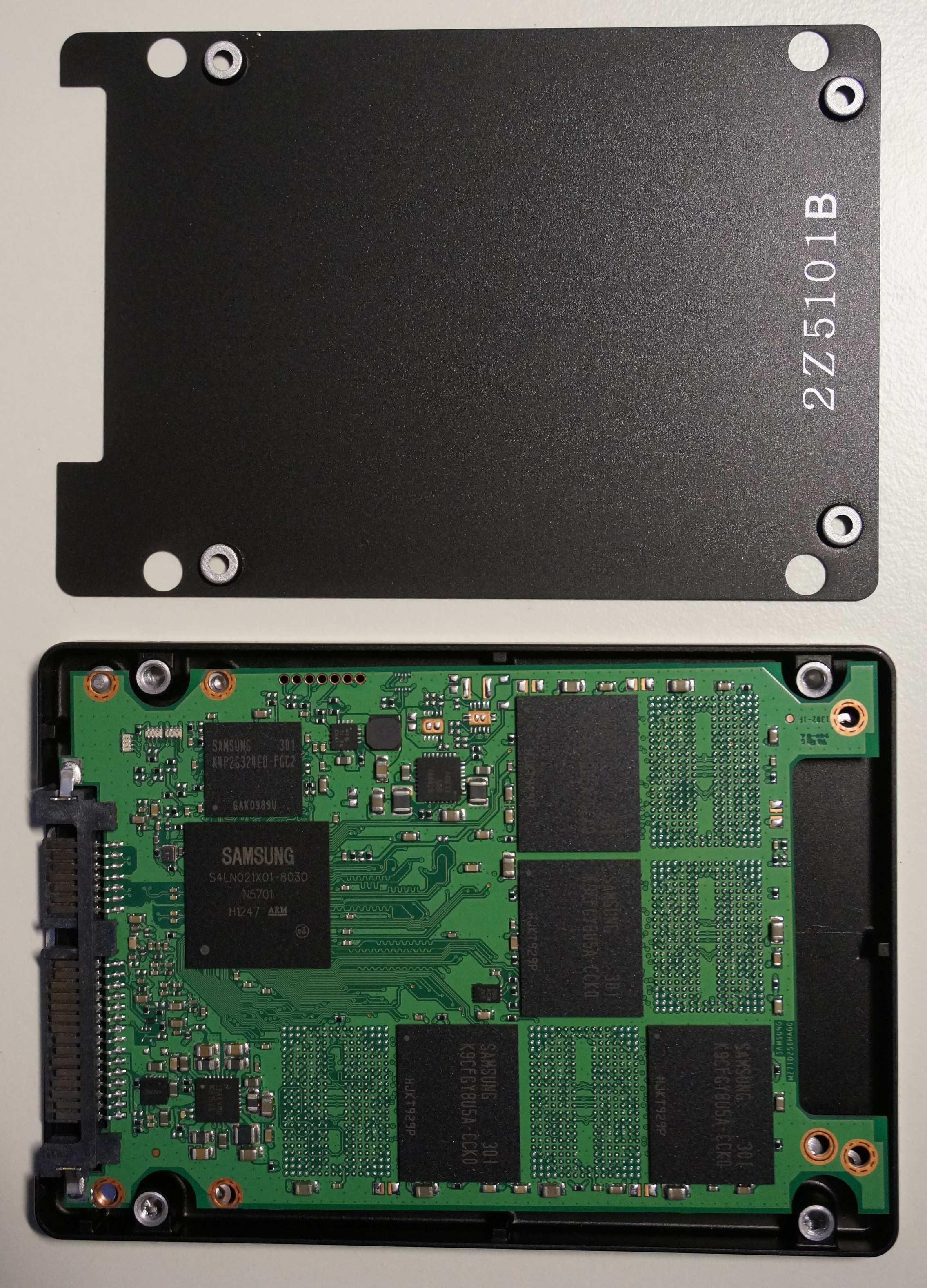
2.5인치 HDD 폼 팩터의 SSD. SSD가 열려 내부를 보여준다. 컨트롤러, DRAM 메모리, 4개의 NAND 플래시가 포함되어 있다. 각 NAND는 32GB다.

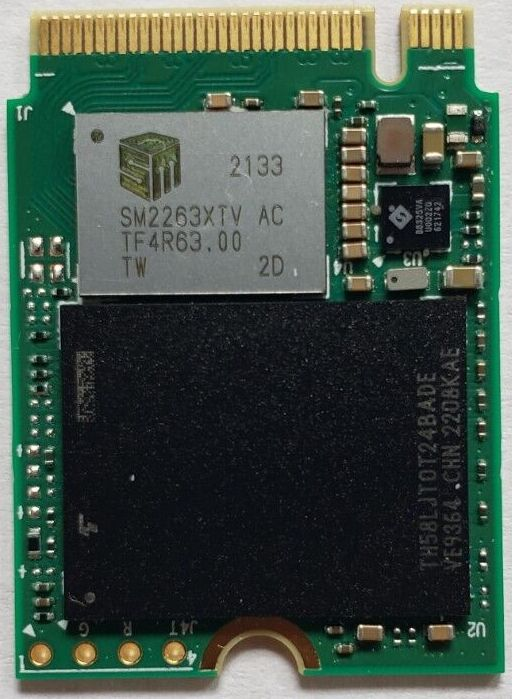
이 NVMe SSD는 2230 크기이므로 DRAM 메모리가 없는 하나의 NAND 플래시만 있는 더 작은 컨트롤러 칩을 가지고 있다.

현재 HDD 폼 팩터를 사용하는 장점은 드라이브를 호스트 시스템에 장착하고 연결하는 데 이미 구축된 광범위한 인프라를 활용하는 것이다. 이러한 전통적인 폼 팩터는 회전 미디어의 크기(예: 5.25인치, 3.5인치, 2.5인치 또는 1.8인치)로 알려져 있으며 드라이브 케이스의 치수는 아니다.

### 표준 카드 폼 팩터
울트라북이나 태블릿 컴퓨터와 같이 공간이 중요한 애플리케이션의 경우, 플래시 기반 SSD를 위한 몇 가지 소형 폼 팩터가 표준화되었다.
PCI 익스프레스 미니 카드 물리적 레이아웃을 사용하는 mSATA 폼 팩터가 있다. 이는 PCI 익스프레스 미니 카드 인터페이스 사양과 전기적으로 호환되지만, 동일한 커넥터를 통해 SATA 호스트 컨트롤러에 추가 연결이 필요하다.
Next Generation Form Factor (NGFF)로 알려졌던 M.2 폼 팩터는 mSATA 및 이전에 사용했던 물리적 레이아웃에서 더 사용 가능하고 고급스러운 폼 팩터로의 자연스러운 전환이다. mSATA가 기존 폼 팩터와 커넥터를 활용한 반면, M.2는 카드 공간을 최대한 활용하면서 발자국을 최소화하도록 설계되었다. M.2 표준은 SATA 및 PCI 익스프레스 SSD를 모두 M.2 모듈에 장착할 수 있도록 한다.
일부 고성능, 고용량 드라이브는 추가 메모리 칩을 장착하고 더 높은 전력 수준을 허용하며 대형 히트 싱크를 사용할 수 있도록 표준 PCI 익스프레스 확장 카드 폼 팩터를 사용한다. 또한 다른 폼 팩터, 특히 PCIe 인터페이스가 있는 M.2 드라이브를 일반 확장 카드로 변환하는 어댑터 보드도 있다.

### 디스크 온 모듈 폼 팩터

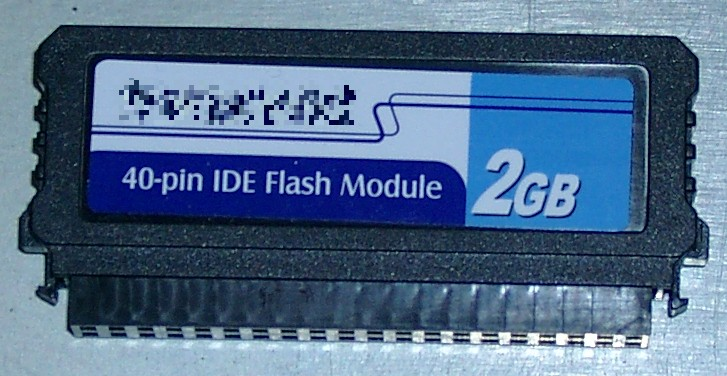
PATA 인터페이스가 있는 2 GB 디스크 온 모듈

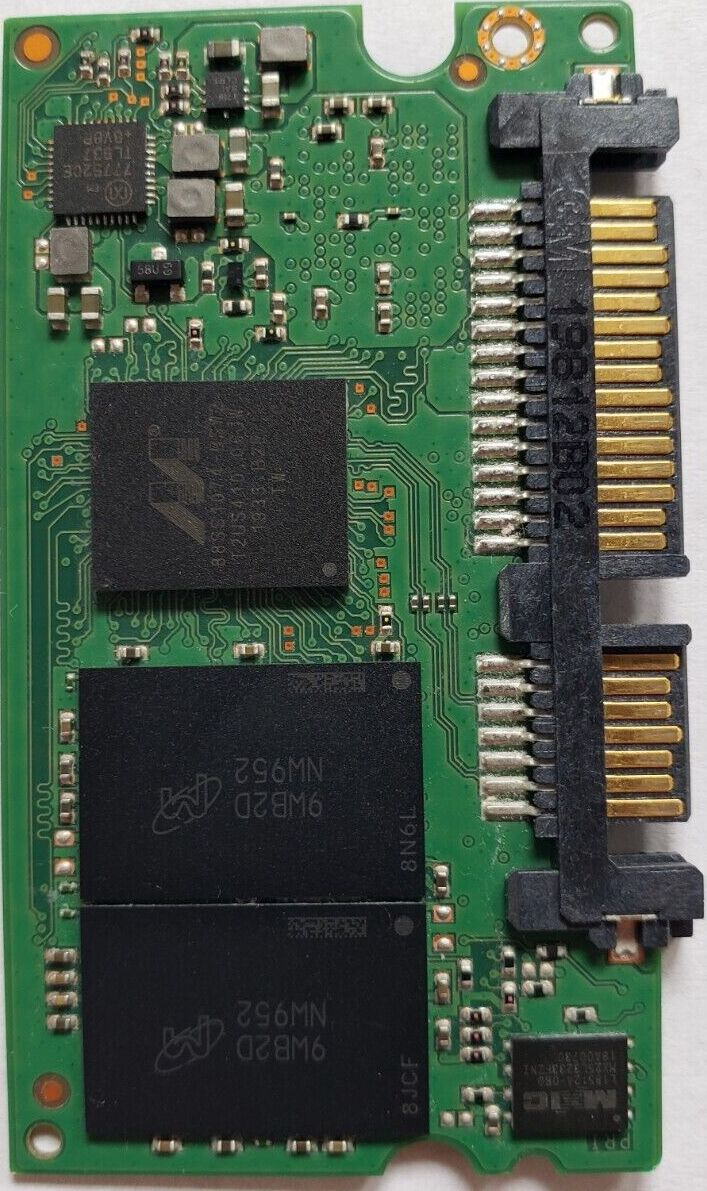
DOM(디스크 온 모듈) SSD

디스크 온 모듈(DOM)은 40/44핀 PATA 또는 SATA 인터페이스가 있는 플래시 드라이브로, 메인보드에 직접 꽂아 컴퓨터 하드 디스크 드라이브로 사용하도록 고안되었다. DOM 장치는 기존 하드 디스크 드라이브를 에뮬레이트하므로 특수 드라이버나 기타 특정 운영 체제 지원이 필요 없다. DOM은 일반적으로 기계식 HDD가 고장 나기 쉬운 열악한 환경에 배포되는 임베디드 시스템이나 작은 크기, 낮은 전력 소비 및 조용한 작동 때문에 씬 클라이언트에서 사용된다.
2016년 현재, 저장 용량은 4MB에서 128GB까지 다양하며, 수직 또는 수평 방향을 포함한 다양한 물리적 레이아웃이 있다.

### 박스 폼 팩터
많은 DRAM 기반 솔루션은 랙마운트 시스템에 맞도록 설계된 박스를 사용한다. 데이터를 저장하는 데 필요한 DRAM 구성 요소 수와 백업 전원 공급 장치는 기존 HDD 폼 팩터보다 더 큰 공간을 필요로 한다.

### 베어 보드 폼 팩터

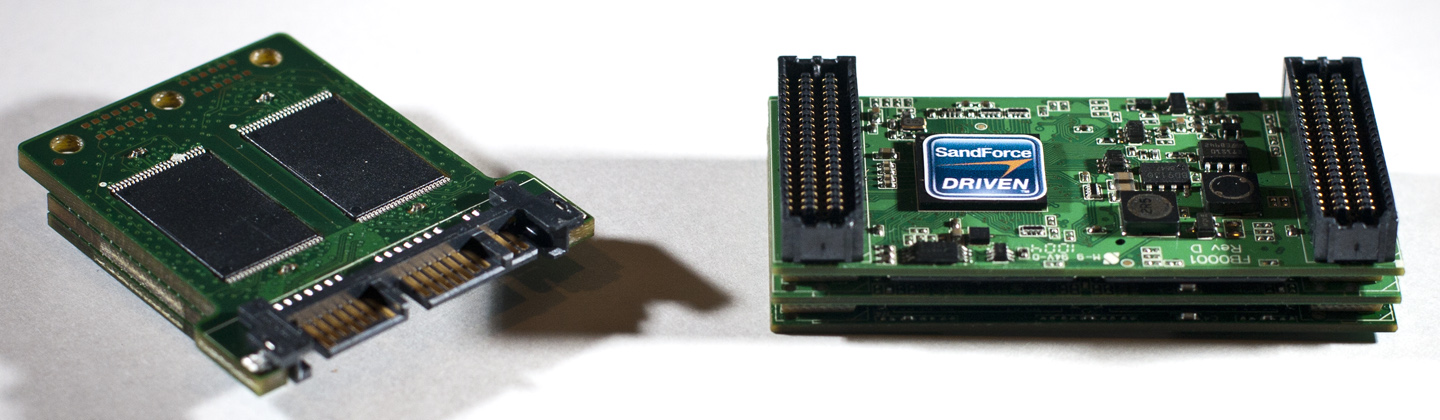
Viking Technology SATA Cube 및 AMP SATA Bridge 멀티레이어 SSD
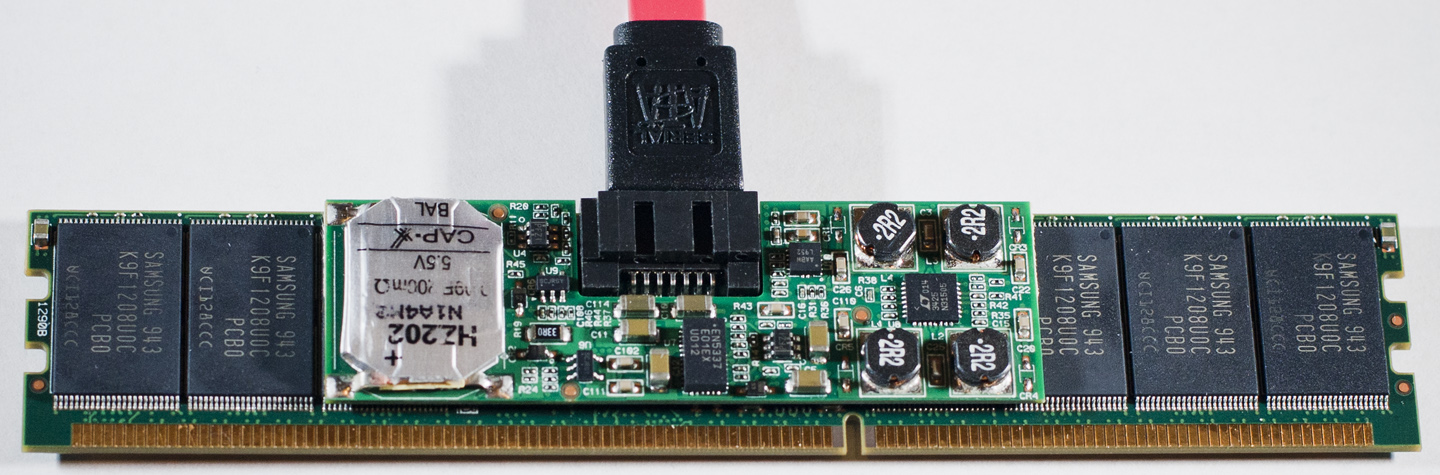
Viking Technology SATADIMM 기반 SSD
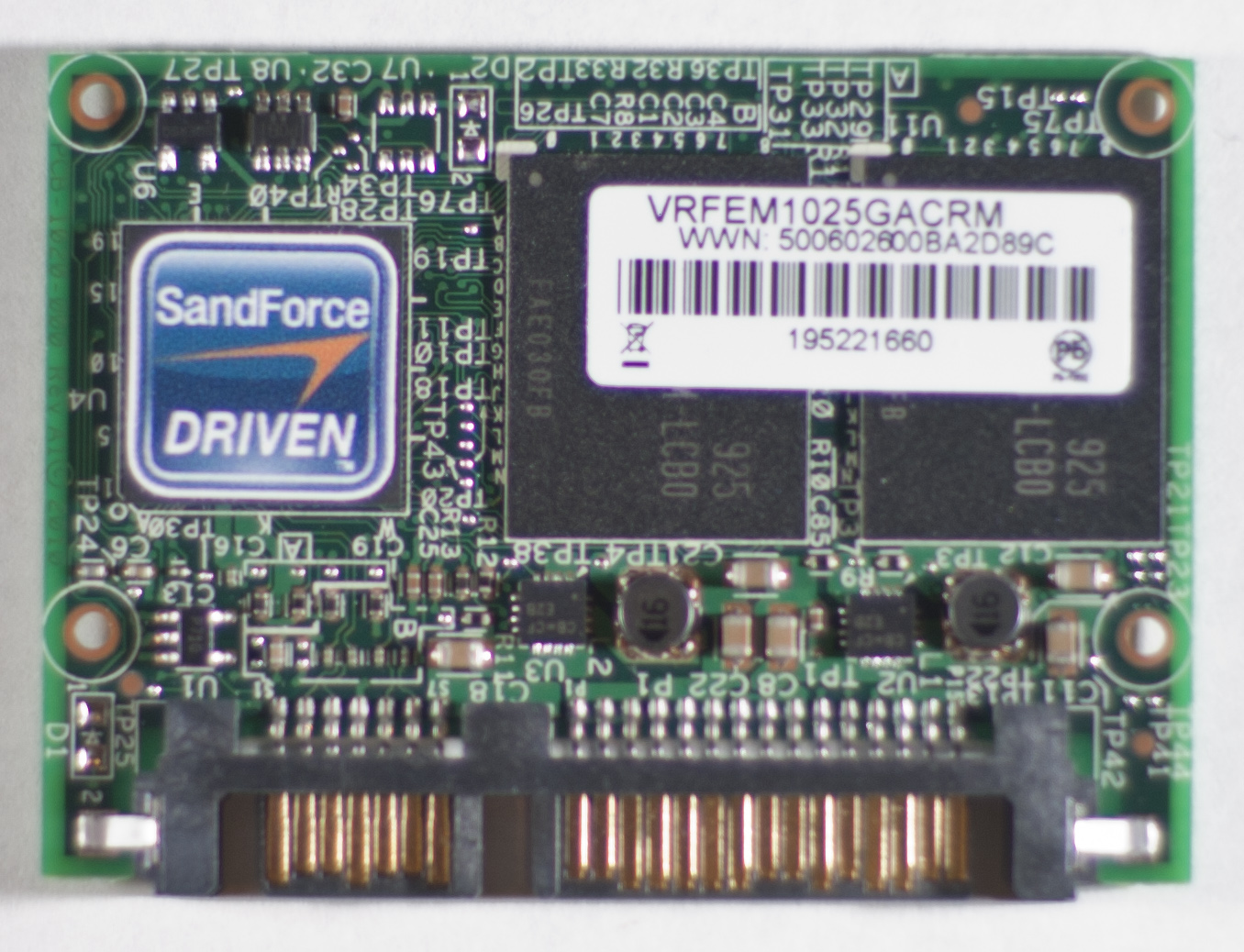
MO-297 SATA 드라이브 온 모듈 (DOM) SSD 폼 팩터
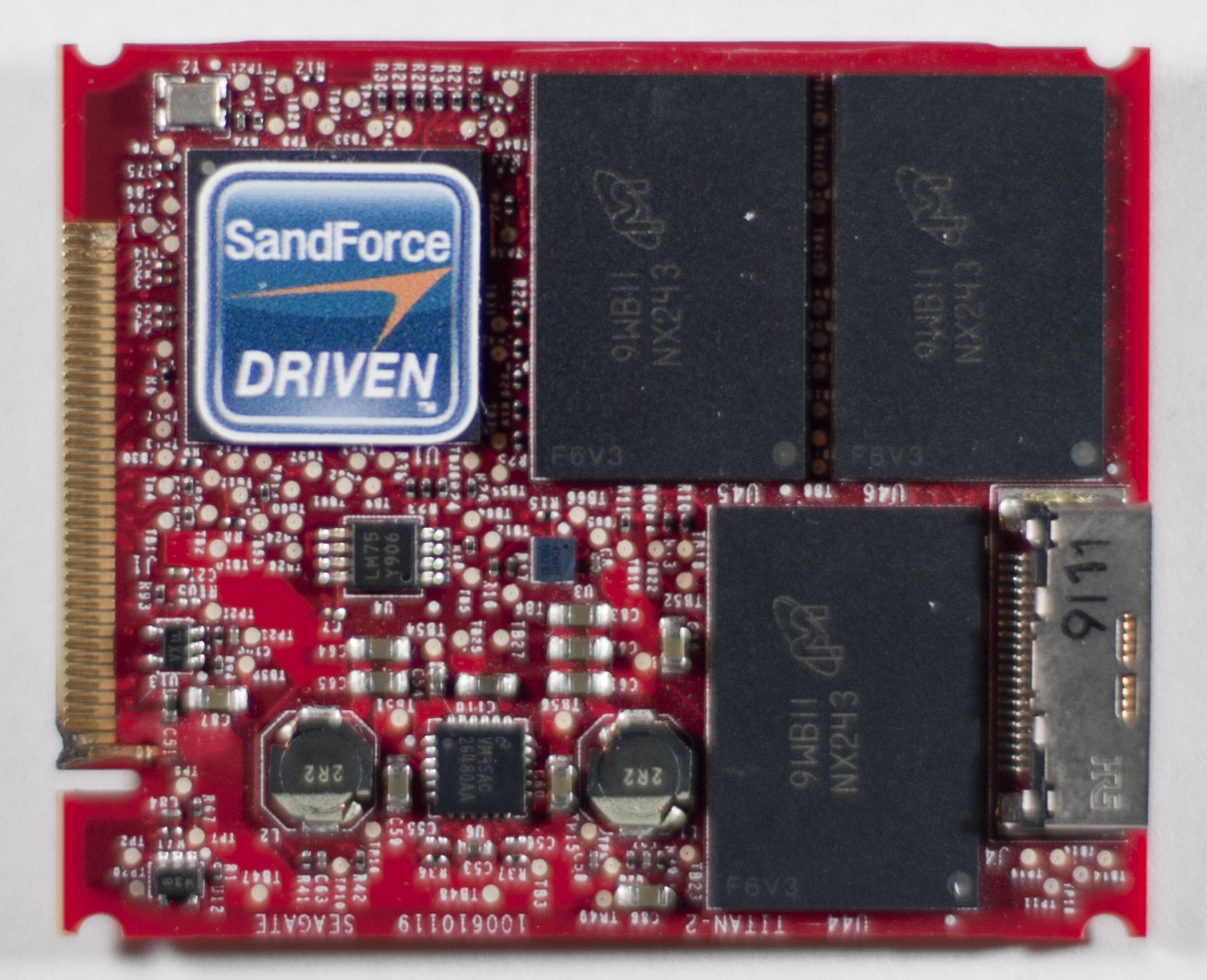
맞춤형 커넥터 SATA SSD

메모리 모듈에 더 흔했던 폼 팩터가 이제 SSD에서 구성 요소를 유연하게 배치할 수 있다는 장점을 활용하여 사용되고 있다. 이들 중 일부에는 PCIe, mini PCIe, mini-DIMM, MO-297 등이 있다. Viking Technology의 SATADIMM은 마더보드의 비어 있는 DDR3 DIMM 슬롯을 사용하여 SSD에 전원을 공급하고 별도의 SATA 커넥터를 통해 컴퓨터로 데이터 연결을 제공한다. 그 결과, 일반적으로 전체 2.5인치 드라이브 베이를 차지하는 드라이브와 동일한 용량의 설치가 쉬운 SSD가 탄생했다. Innodisk와 같은 적어도 한 제조사는 전원 케이블이 필요 없이 마더보드의 SATA 커넥터(SATADOM)에 직접 장착되는 드라이브를 생산했다. 일부 SSD는 PCIe 폼 팩터를 기반으로 하며 PCIe 커넥터를 통해 데이터 인터페이스와 전원 모두를 호스트에 연결한다. 이러한 드라이브는 직접 PCIe 플래시 컨트롤러 또는 SATA 플래시 컨트롤러에 연결되는 PCIe-SATA 브리지 장치를 사용할 수 있다.
PCIe 카드 형태의 SSD도 있는데, 이를 HHHL(Half Height Half Length) 또는 AIC(Add in Card) SSD라고도 한다.

### 볼 그리드 어레이 폼 팩터
2000년대 초, 몇몇 회사들은 볼 그리드 어레이(BGA) 폼 팩터의 SSD를 선보였다. 예를 들어, M-Systems(현재 샌디스크)의 DiskOnChip과 실리콘 스토리지 테크놀로지의 NANDrive(현재 그린리안트 시스템즈에서 생산), 그리고 Memoright의 M1000이 임베디드 시스템에 사용되었다. BGA SSD의 주요 장점은 낮은 전력 소비, 소형 서브시스템에 적합한 작은 칩 패키지 크기, 그리고 진동과 충격으로 인한 부정적인 영향을 줄이기 위해 시스템 마더보드에 직접 솔더링할 수 있다는 점이다.
이러한 임베디드 드라이브는 종종 eMMC 및 eUFS 표준을 준수한다.

## 개발 및 역사

주기억장치 및 저장 장치의 역사적 최저 소매 가격

### 램 및 유사 기술을 사용한 초기 SSD
솔리드 스테이트 드라이브(SSD)와 유사한 첫 번째 장치는 반도체 기술을 사용했으며, 초기 예시로는 1978년 스토리지텍 STC 4305가 있다. 이 장치는 IBM 2305 하드 드라이브의 플러그 호환 대체품으로, 처음에는 전하결합소자를 저장용으로 사용하다가 나중에는 DRAM으로 전환되었다. STC 4305는 기계식 장치보다 훨씬 빨랐으며, 45MB 용량에 약 40만 달러의 비용이 들었다. 초기 SSD와 유사한 장치가 존재했지만, 높은 비용과 작은 저장 용량으로 인해 널리 사용되지는 않았다.
1980년대 후반, Zitel과 같은 회사들은 "RAMDisk"라는 이름으로 DRAM 기반 SSD 제품을 판매하기 시작했다. 이 장치들은 주로 UNIVAC 및 Perkin-Elmer와 같은 특수 시스템에서 사용되었다.

### 플래시를 사용한 SSD
| 매개변수       | 시작점                     | 개발 지점                      | 향상 정도                    |
| -------------- | -------------------------- | ------------------------------ | ---------------------------- |
| 용량           | 20 MB                      | 100 TB                         | 500만 대 1                   |
| 순차 읽기 속도 | 49.3 MB/s                  | 15 GB/s                        | 304.25 대 1                  |
| 순차 쓰기 속도 | 80 MB/s                    | 15.200 GB/s                    | 190 대 1                     |
| IOPS           | 79                         | 2,500,000                      | 31,645.56 대 1               |
| 접근 시간      | 0.5 ms                     | 읽기: 0.045 ms, 쓰기: 0.013 ms | 읽기: 11 대 1, 쓰기: 38 대 1 |
| 가격           | 기가바이트당 미화 5만 달러 | 기가바이트당 미화 0.05달러     | 10,000,000 대 1              |

현대 SSD의 핵심 구성 요소인 플래시 메모리는 1980년 후지오 마스오카에 의해 도시바에서 발명되었다. 플래시 기반 SSD는 1989년 샌디스크의 설립자들에 의해 특허를 받았으며, 1991년 IBM 랩톱용 20MB SSD를 첫 제품으로 출시했다. 저장 용량이 제한적이고 가격이 높았지만(약 1,000달러), 이는 기존 하드 드라이브의 대안으로 플래시 메모리로의 전환의 시작을 알렸다.
1990년대에는 STEC, Inc., M-Systems, 및 BiTMICRO를 포함한 새로운 플래시 메모리 드라이브 제조업체가 등장했다.
기술이 발전함에 따라 SSD는 용량, 속도, 경제성 면에서 엄청난 발전을 이루었다. 2016년까지 상업적으로 이용 가능한 SSD는 가장 큰 HDD보다 더 많은 용량을 가졌다. 2018년까지 플래시 기반 SSD는 기업용 제품에서 최대 100TB의 용량에 도달했으며, 소비자용 SSD는 최대 16TB를 제공했다. 이러한 발전은 읽기 및 쓰기 속도의 상당한 증가와 함께 이루어졌으며, 일부 고급 소비자 모델은 최대 14.5GB/s의 속도에 도달했다.
2021년에는 Zoned Namespaces (ZNS)가 포함된 NVMe 2.0이 발표되었다. ZNS는 데이터가 플래시 변환 계층 없이 SSD의 물리적 위치에 직접 매핑되어 직접 액세스를 제공한다. 2024년 삼성은 하이브리드 PCIe 인터페이스를 탑재한 세계 최초의 SSD인 삼성 990 EVO를 발표했다. 이 하이브리드 인터페이스는 x4 PCIe 4.0 또는 x2 PCIe 5.0 모드에서 작동하며, 이는 M.2 SSD로는 처음이다.
SSD 가격도 크게 하락하여 기가바이트당 비용이 1991년 약 5만 달러에서 2020년까지 0.05달러 미만으로 떨어졌다.

### 기업용 플래시 드라이브
기업용 플래시 드라이브(EFD)는 높은 IOPS, 신뢰성, 에너지 효율성을 요구하는 고성능 애플리케이션용으로 설계되었다. EFD는 종종 소비자용 SSD보다 높은 사양을 가지고 있어 미션 크리티컬 애플리케이션에 적합하다. 이 용어는 EMC가 2008년 기업 환경용으로 제작된 SSD를 설명하기 위해 처음 사용했다.
EFD의 한 예는 2012년에 출시된 인텔 DC S3700 시리즈다. 이 드라이브는 일관된 성능으로 주목받았으며, IOPS 변동을 좁은 범위 내에서 유지하여 기업 환경에 필수적이었다.
또 다른 중요한 제품은 2016년에 출시된 도시바 PX02SS 시리즈다. 온라인 트랜잭션 처리와 같은 쓰기 집약적 애플리케이션용으로 설계된 이 드라이브는 인상적인 읽기 및 쓰기 속도와 높은 내구성 등급을 달성했다.

### 다른 영구 메모리 기술을 사용하는 드라이브
2017년 인텔은 옵테인(Optane) 브랜드로 3D XPoint 기술 기반 SSD를 선보였다. NAND 플래시와 달리 3D XPoint는 데이터를 저장하는 다른 방식을 사용하여 더 높은 IOPS 성능을 제공하지만, 순차 읽기 및 쓰기 속도는 기존 SSD보다 느리다.

### 소비자용

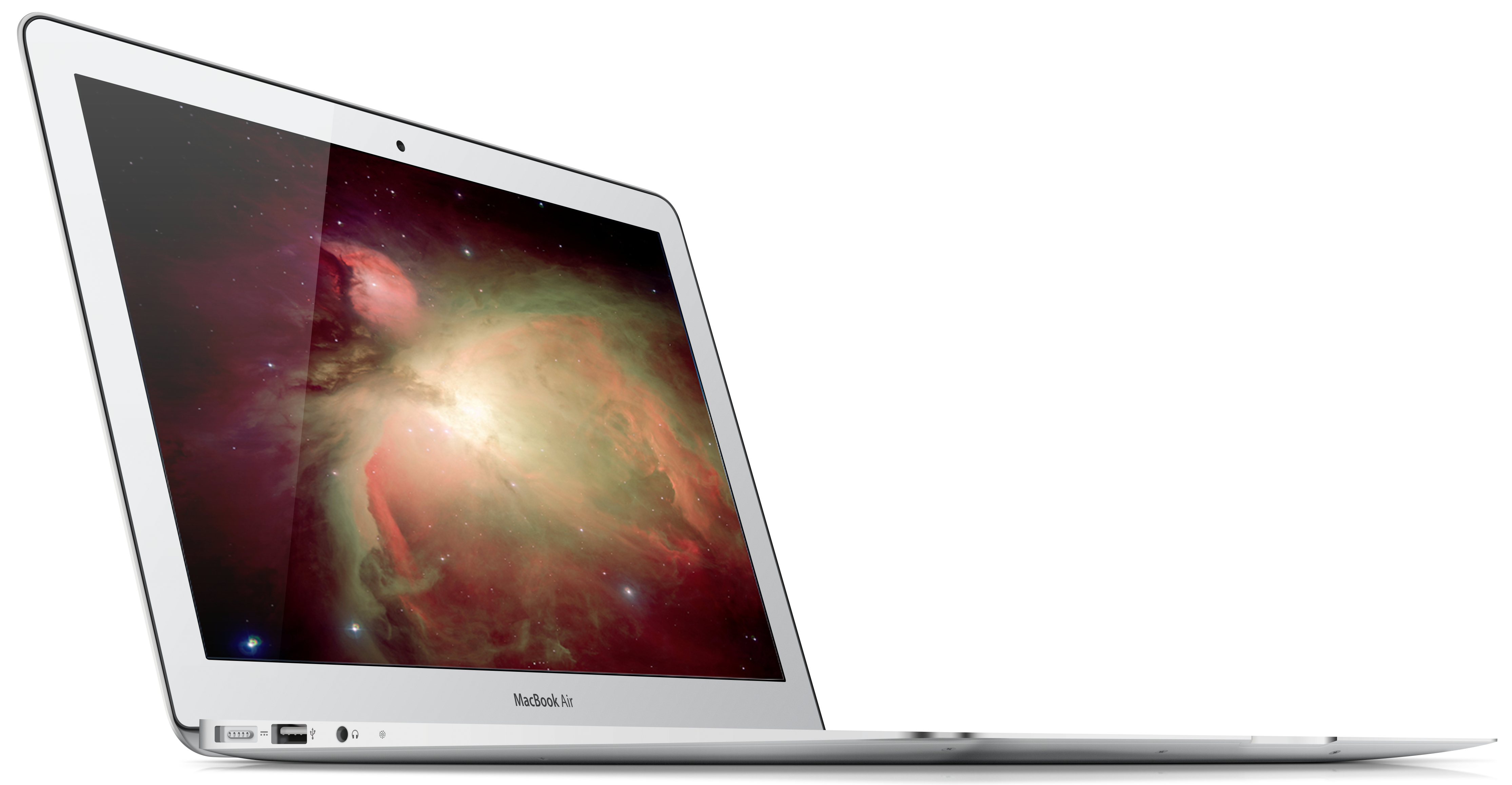
맥북 에어와 울트라북은 SSD의 가장 초기 대중적인 구현이다. 논쟁의 여지 없이 빠른 속도로 시스템 성능을 향상시키는 것 외에도 SSD는 HDD보다 얇고 작아 현대 랩톱이 메모리 관련 생산성 저하 없이 더 가볍고 세련될 수 있도록 한다.

SSD 기술이 계속 발전함에 따라, 울트라 모바일 PC 및 경량 랩톱 시스템에서 점점 더 많이 사용되고 있다. 플래시 메모리 SSD 기반 PC 중 처음으로 출시된 것은 2006년 6월 27일 선주문 발표되었고 2006년 7월 3일 일본에서 16GB 플래시 메모리 하드 드라이브를 탑재하여 출하되기 시작한 소니 바이오 UX90이었다. SSD의 첫 번째 주류 출시 중 하나는 한 아이 노트북 프로젝트의 일환으로 제작된 XO 노트북이었다. 개발도상국의 어린이를 위한 이 컴퓨터의 대량 생산은 2007년 12월에 시작되었다. 2009년까지 델, 도시바, 에이수스, 애플, 그리고 레노버가 SSD를 탑재한 랩톱을 생산하기 시작했다.
2010년까지 애플의 맥북 에어 라인은 SSD를 기본으로 사용하기 시작했다. 2011년 인텔의 울트라북은 맥북 에어를 제외하고 SSD를 사용하는 최초의 널리 사용 가능한 소비자용 컴퓨터가 되었다. 현재 SSD 장치는 수많은 회사에 의해 널리 사용 및 유통되며, 그 중 소수의 회사만이 NAND 플래시 장치를 제조한다.

### 판매
2009년 SSD 출하량은 약 1,100만 대였으며, 2011년에는 1,730만 대로 증가하여 총 시장 가치는 50억 달러에 달했다. 출하량은 계속 증가하여 2012년 3,900만 대, 2013년 8,300만 대, 2016년 2억 140만 대, 2017년 2억 2700만 대에 이를 것으로 예상되었다.
전 세계 SSD 시장 매출은 2008년 약 5억 8,500만 달러로, 2007년 2억 5,900만 달러에서 100% 이상 증가했다.
전 세계 솔리드 스테이트 드라이브(SSD) 시장은 데이터 센터 확장, 클라우드 컴퓨팅 서비스, 소비자 가전 업그레이드에 대한 수요 증가에 힘입어 2024년부터 2030년까지 크게 성장할 것으로 예상된다. 2024년 보고서에서 Grand View Research는 2023년 SSD 시장을 191억 달러로 추정했으며, 2030년에는 551억 달러에 이를 것으로 예측했다. 2024년 별도의 연구에서 Mordor Intelligence는 2024년 시장 가치를 634억 5천만 달러로 평가했으며, 2030년에는 1,728억 2천만 달러로 성장할 것으로 예상했다. 또한 탐스 하드웨어(Tom's Hardware)는 Yole Group의 2024년 분석을 인용하여 SSD 수익이 2022년 290억 달러에서 2028년까지 670억 달러로 증가할 것으로 예상했다.

## 파일 시스템 지원
하드 디스크 드라이브에서 사용되는 파일 시스템은 일반적으로 솔리드 스테이트 드라이브에서도 사용할 수 있다. SSD를 지원하는 파일 시스템은 일반적으로 TRIM 명령도 지원하여 SSD가 폐기된 데이터를 재활용하는 데 도움이 된다. 파일 시스템은 웨어 레벨링이나 기타 플래시 메모리 특성을 관리할 필요가 없으며, 이는 SSD 내부에서 처리된다. 일부 로그 구조 파일 시스템(예: F2FS, JFFS2)은 SSD의 쓰기 증폭을 줄이는 데 도움이 되며, 특히 파일 시스템 메타데이터 업데이트와 같이 매우 적은 양의 데이터만 변경되는 상황에서 그렇다.
운영 체제가 개별 스왑 파티션에서 TRIM을 사용하는 것을 지원하지 않는 경우, 대신 일반 파일 시스템 내에 스왑 파일을 사용하는 것이 가능하다. 예를 들어, macOS는 스왑 파티션을 지원하지 않으며, 파일 시스템 내의 파일로만 스왑하므로 스왑 파일이 삭제될 때 TRIM을 사용할 수 있다.

### 리눅스
2010년부터 표준 리눅스 드라이브 유틸리티는 기본적으로 적절한 파티션 정렬을 처리한다.
TRIM 작업에 대한 커널 지원은 2010년 2월 24일에 출시된 리눅스 커널 메인라인 버전 2.6.33에 도입되었다. Ext4, Btrfs, XFS, JFS, F2FS 파일 시스템은 버리기(TRIM 또는 UNMAP) 기능을 지원한다. TRIM을 사용하려면 파일 시스템을 discard 매개변수를 사용하여 마운트해야 한다. 리눅스 스왑 파티션은 기본적으로 기본 드라이브가 TRIM을 지원하는 경우 버리기 작업을 수행하며, 이를 끌 수도 있다. TRIM 명령이 명령 대기열을 방해하지 않도록 하는 SATA 3.1 기능인 대기열 TRIM 지원은 2013년 11월 2일에 출시된 리눅스 커널 3.12에 도입되었다.
커널 수준의 TRIM 작업에 대한 대안은 파일 시스템의 모든 사용되지 않는 블록을 통과하여 해당 영역에 대한 TRIM 명령을 전달하는 fstrim이라는 사용자 공간 유틸리티를 사용하는 것이다. fstrim 유틸리티는 일반적으로 Cron에 의해 예약된 작업으로 실행된다.

#### 리눅스 성능 고려 사항

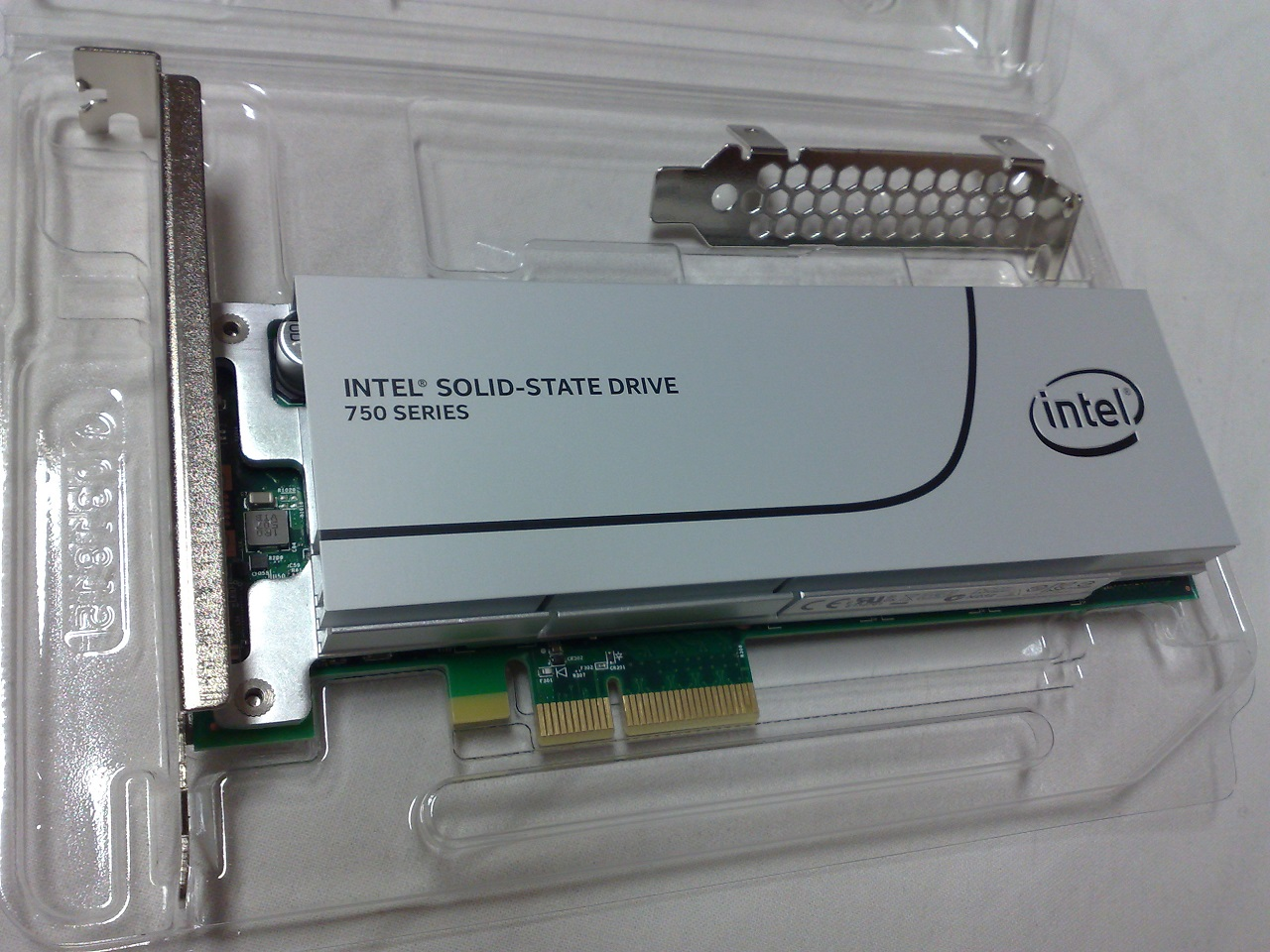
논리 장치 인터페이스로 NVMe를 사용하는 SSD, PCI 익스프레스 3.0 ×4 확장 카드 형태

설치 시 리눅스 배포판은 일반적으로 설치된 시스템이 TRIM을 사용하도록 구성하지 않으므로 /etc/fstab 파일을 수동으로 수정해야 한다. 이는 현재 리눅스 TRIM 명령 구현이 최적화되지 않을 수 있기 때문이다. 특정 상황에서는 성능 향상이 아닌 성능 저하를 초래하는 것으로 입증되었다. 2014년 1월 현재, 리눅스는 TRIM 사양에서 권장하는 TRIM 범위를 정의하는 벡터화된 목록 대신 각 섹터에 개별 TRIM 명령을 전송한다.
성능상의 이유로 I/O 스케줄러를 기본 CFQ (Completely Fair Queuing)에서 NOOP 또는 Deadline으로 변경하는 것이 권장된다. CFQ는 전통적인 자기 미디어 및 탐색 최적화를 위해 설계되었으므로, SSD와 함께 사용할 때 이러한 I/O 스케줄링 노력의 많은 부분이 낭비된다. SSD는 설계의 일부로 I/O 작업에 대해 훨씬 더 큰 병렬 처리 수준을 제공하므로, 특히 고급 SSD의 경우 스케줄링 결정을 내부 로직에 맡기는 것이 좋다.
blk-multiqueue 또는 blk-mq로 알려진 고성능 SSD 저장소를 위한 확장 가능한 블록 계층은 주로 Fusion-io 엔지니어에 의해 개발되었으며, 2014년 1월 19일에 출시된 커널 버전 3.13에서 리눅스 커널 메인라인에 병합되었다. 이는 훨씬 더 높은 I/O 제출 속도를 허용함으로써 SSD 및 NVMe가 제공하는 성능을 활용한다. 리눅스 커널 블록 계층의 이 새로운 설계로 내부 대기열은 두 단계(CPU별 및 하드웨어 제출 대기열)로 분할되어 병목 현상을 제거하고 훨씬 더 높은 수준의 I/O 병렬 처리를 가능하게 한다. 2015년 4월 12일에 출시된 리눅스 커널 버전 4.0 현재, VirtIO 블록 드라이버, SCSI 계층(직렬 ATA 드라이버에서 사용됨), 장치 매퍼 프레임워크, 루프 장치 드라이버, 정렬되지 않은 블록 이미지(UBI) 드라이버(플래시 메모리 장치용 지우기 블록 관리 계층을 구현함) 및 RBD 드라이버(Ceph RADOS 객체를 블록 장치로 내보냄)가 이 새로운 인터페이스를 실제로 사용하도록 수정되었다. 다른 드라이버는 다음 릴리스에서 포팅될 예정이다.

### macOS
Mac OS X 10.6.8(Snow Leopard) 이후 버전은 TRIM을 지원하지만, 애플에서 구매한 SSD와 함께 사용할 때만 가능하다. 타사 드라이브의 경우 TRIM이 자동으로 활성화되지 않지만, Trim Enabler와 같은 타사 유틸리티를 사용하여 활성화할 수 있다. TRIM 상태는 시스템 정보 애플리케이션 또는 system_profiler 명령줄 도구에서 확인할 수 있다.
OS X 10.10.4(Yosemite) 이후 버전에는 비애플 SSD에서 TRIM을 활성화하는 터미널 명령 sudo trimforce enable이 포함되어 있다. Mac OS X 10.6.8 이전 버전에서 TRIM을 활성화하는 기술도 있지만, 해당 경우에 TRIM이 실제로 제대로 활용되는지는 불확실하다.

### 마이크로소프트 윈도우
버전 7 이전의 마이크로소프트 윈도우는 솔리드 스테이트 드라이브를 지원하기 위한 특별한 조치를 취하지 않았다. 윈도우 7부터는 표준 NTFS 파일 시스템이 TRIM 명령을 지원한다.
기본적으로 윈도우 7 및 최신 버전은 장치가 솔리드 스테이트 드라이브로 감지되면 TRIM 명령을 자동으로 실행한다. 그러나 TRIM은 모든 여유 공간을 되돌릴 수 없게 초기화하므로, 데이터 복구가 웨어 레벨링보다 우선시되는 경우 지원을 비활성화하는 것이 바람직할 수 있다. 윈도우는 파일 삭제 작업 외에도 TRIM을 구현한다. TRIM 작업은 포맷 및 삭제와 같은 파티션 및 볼륨 수준 명령, 자르기 및 압축과 관련된 파일 시스템 명령, 그리고 시스템 복원(볼륨 스냅샷이라고도 함) 기능과 완전히 통합되어 있다.
단편화 제거는 솔리드 스테이트 드라이브에서 비활성화해야 한다. SSD에서 파일 구성 요소의 위치는 성능에 크게 영향을 미치지 않지만, 윈도우 조각 모음 루틴을 사용하여 파일을 연속적으로 만들기 위해 파일을 이동하는 것은 SSD의 제한된 쓰기 주기에 불필요한 쓰기 마모를 유발한다. SuperFetch 기능도 성능을 실질적으로 향상시키지 않으며 시스템 및 SSD에 추가적인 오버헤드를 유발한다.

#### 윈도우 비스타
윈도우 비스타는 일반적으로 SSD가 아닌 하드 디스크 드라이브를 예상한다. 윈도우 비스타는 USB 연결 플래시 장치의 특성을 활용하기 위해 레디부스트를 포함하지만, SSD의 경우 읽기-수정-쓰기 작업을 방지하여 SSD 속도를 줄이는 기본 파티션 정렬만 개선한다. 대부분의 SSD는 일반적으로 4KiB 섹터로 분할되는 반면, 이전 시스템은 기본 파티션 설정이 4KiB 경계에 정렬되지 않은 512바이트 섹터를 기반으로 할 수 있다. 윈도우 비스타는 솔리드 스테이트 드라이브에 TRIM 명령을 보내지 않지만, SSD Doctor와 같은 일부 타사 유틸리티는 주기적으로 드라이브를 스캔하고 적절한 항목을 TRIM한다.

#### 윈도우 7
윈도우 7 및 이후 버전은 SSD에 대한 네이티브 지원을 제공한다. 운영 체제는 SSD의 존재를 감지하고 그에 따라 작동을 최적화한다. SSD 장치의 경우 윈도우 7은 레디부스트 및 자동 조각 모음을 비활성화한다. 그러나 윈도우 7 출시 전 스티븐 시노프스키의 초기 진술에도 불구하고, 조각 모음은 비활성화되지 않으며, SSD에서의 동작도 다르다. 한 가지 이유는 조각 모음된 SSD에서 볼륨 섀도 복사본 서비스의 성능이 낮기 때문이다. 두 번째 이유는 볼륨이 처리할 수 있는 실질적인 최대 파일 조각 수에 도달하는 것을 피하기 위함이다.
윈도우 7은 운영 체제가 더 이상 유효하지 않다고 판단한 데이터에 대한 가비지 컬렉션을 줄이기 위해 TRIM 명령도 지원한다.

#### 윈도우 8.1 및 이후 버전
윈도우 8.1 및 이후 윈도우 시스템은 NVMe 기반 PCI 익스프레스 SSD에 대한 자동 TRIM도 지원한다. 윈도우 7의 경우 이 기능을 사용하려면 KB2990941 업데이트가 필요하며, 윈도우 7을 NVMe SSD에 설치해야 할 경우 DISM을 사용하여 윈도우 설치에 통합해야 한다. 윈도우 8/8.1은 USB 연결 SSD 또는 SATA-USB 인클로저에 대해 SATA TRIM과 유사한 SCSI unmap 명령도 지원한다. 이는 USB Attached SCSI 프로토콜(UASP)을 통해서도 지원된다.
윈도우 7은 내부 SATA SSD에 대한 자동 TRIM을 지원했지만, 윈도우 8.1과 윈도우 10은 SATA, NVMe 및 USB 연결 SSD에 대한 수동 TRIM과 자동 TRIM을 모두 지원한다. 윈도우 10 및 11의 디스크 조각 모음은 SSD를 최적화하기 위해 TRIM을 실행할 수 있다.

### ZFS
솔라리스 버전 10 업데이트 6 (2008년 10월 출시), 그리고 최신 버전의 오픈솔라리스, 솔라리스 익스프레스 커뮤니티 에디션, 일루모스, 리눅스의 ZFS on Linux, 그리고 FreeBSD는 모두 SSD를 ZFS의 성능 향상기로 사용할 수 있다. 낮은 지연 시간의 SSD는 ZFS Intent Log (ZIL)에 사용될 수 있으며, 이는 SLOG로 명명된다. SSD는 또한 읽기를 위한 데이터를 캐시하는 데 사용되는 레벨 2 Adaptive Replacement Cache(L2ARC)에도 사용될 수 있다.

### FreeBSD
FreeBSD용 ZFS는 2012년 9월 23일에 TRIM 지원을 도입했다. 유닉스 파일 시스템도 TRIM 명령을 지원한다.

## 표준화 기관
다음은 솔리드 스테이트 드라이브(및 기타 컴퓨터 저장 장치)에 대한 표준을 만들기 위해 노력하는 주요 표준화 기관 및 단체다. 아래 표에는 솔리드 스테이트 드라이브의 사용을 장려하는 기관도 포함되어 있다. 이는 반드시 모든 기관을 망라한 목록은 아니다.
| 기관 또는 위원회 | 산하 조직: | 목적                                                                                     |
| ---------------- | ---------- | ---------------------------------------------------------------------------------------- |
| INCITS           | 빈칸       | 미국 내 ANSI와 전 세계 ISO/IEC 공동 위원회 간의 기술 표준 활동 조정                      |
| T10              | INCITS     | SCSI                                                                                     |
| T11              | INCITS     | FC                                                                                       |
| T13              | INCITS     | ATA                                                                                      |
| JEDEC            | 빈칸       | 마이크로일렉트로닉스 산업을 위한 개방형 표준 및 출판물 개발                              |
| JC-64.8          | JEDEC      | 솔리드 스테이트 드라이브 표준 및 출판물에 중점                                           |
| NVMHCI           | 빈칸       | 비휘발성 메모리 서브시스템을 위한 표준 소프트웨어 및 하드웨어 프로그래밍 인터페이스 제공 |
| SATA-IO          | 빈칸       | SATA 사양 구현을 위한 업계 지침 및 지원 제공                                             |
| SFF 위원회       | 빈칸       | 다른 표준 위원회에서 다루지 않는 저장 산업 표준에 대한 작업                              |
| SNIA             | 빈칸       | 정보 관리를 위한 표준, 기술 및 교육 서비스 개발 및 홍보                                  |
| SSSI             | SNIA       | 솔리드 스테이트 스토리지의 성장과 성공 촉진                                              |

## 같이 보기
| - 컴퓨터 저장 장치 - 디스크 드라이브 - 플래시 드라이브 - 하이브리드 드라이브 | - USB 플래시 드라이브 - 램 디스크 - 램 | - 휘발성 메모리 - 비휘발성 메모리 - 반도체 메모리 |